# Thuộc địa Roanoke
Việc thành lập Thuộc địa Roanoke là một nỗ lực của Ngài Walter Raleigh để thành lập khu định cư lâu dài của nước Anh đầu tiên ở Bắc Mỹ. Người Anh, do Humphrey Gilbert lãnh đạo, đã tuyên bố St. John's, Newfoundland vào năm 1583 là lãnh thổ Anh đầu tiên ở Bắc Mỹ theo đặc quyền của nữ hoàng Elizabeth I.  Thuộc địa Roanoke đầu tiên được thành lập bởi thống đốc Ralph Lane vào năm 1585 trên đảo Roanoke, cái mà ngày nay chính là Dare County, North Carolina, Mĩ. Sau sự thất bại của khu định cư năm 1585, một thuộc địa thứ hai - do John White lãnh đạo - đã đổ bộ lên cùng một hòn đảo vào năm 1587, và thiết lập một khu định cư khác được gọi là "Thuộc địa đã mất" do sự biến mất không giải thích được sau đó của dân cư..
Thuộc địa của Lane gặp khó khăn do thiếu nguồn cung cấp và quan hệ kém với thổ dân bản địa địa phương. Trong khi chờ đợi một nhiệm vụ tiếp tế bị trì hoãn của Richard Grenville, Lane quyết định từ bỏ thuộc địa và trở về Anh với Francis Drake vaò năm 1586. Grenville đến hai tuần sau đó và để lại một biệt đội nhỏ để bảo vệ tuyên bố của Raleigh. Năm 1587, Raleigh cử White đi thám hiểm để thành lập thuộc địa Raleigh ở Vịnh Chesapeake. Tuy nhiên, trong khi dừng lại để kiểm tra người của Grenville, hoa tiêu trưởng Simon Fernandes khẳng định rằng những người thuộc địa của White sẽ ở lại Roanoke.  Tuy nhiên, White không làm gì hơn để phản đối ý kiến của Fernandes. Vài tuần sau, White quyết định quay trở lại Anh với Fernandes, dự định mang nhiều nguồn cung hỗ trợ trở lại thuộc địa của mình vào năm 1588, nhưng ông không biết rằng,ông sẽ không bao giờ gặp lại họ nữa.
Chiến tranh Anh-Tây Ban Nha đã trì hoãn việc White quay trở lại Roanoke cho đến năm 1590, và khi đến nơi, anh thấy khu định cư được củng cố nhưng bị bỏ hoang. Có một từ khó hiểu, "CROATOAN," được chạm khắc trên tấm chắn sáng, mà White giải thích có nghĩa là những người thuộc địa đã di dời đến Đảo Croatoan. Trước khi anh ta có thể đi theo hướng dẫn này, biển động và một chiếc neo bị mất đã buộc nhiệm vụ cứu hộ phải quay trở lại Anh
Số phận của khoảng 112–121 thực dân vẫn chưa được biết. Suy đoán rằng họ đã đồng hóa với các cộng đồng người Mỹ bản địa gần đó xuất hiện trong các tác phẩm đầu năm 1605. Các cuộc điều tra của thực dân Jamestown đã đưa ra các báo cáo rằng những người định cư Roanoke đã bị thảm sát, cũng như những câu chuyện về những người mang đặc điểm châu Âu trong các ngôi làng của người Mỹ bản địa, nhưng không có bằng chứng chắc chắn nào được đưa ra. Mối quan tâm đến vấn đề này giảm dần cho đến năm 1834, khi George Bancroft xuất bản bài tường thuật của mình về các sự kiện trong "A History of the United States". Mô tả của Bancroft về những người thuộc địa, đặc biệt là cháu gái sơ sinh của White, Virginia Dare, coi họ như những nhân vật nền tảng trong văn hóa Mỹ và thu hút trí tưởng tượng của công chúng. Bất chấp nhiều sự quan tâm mới đây, nghiên cứu hiện đại vẫn chưa đưa ra được bằng chứng khảo cổ học cần thiết để giải đáp bí ẩn.

## Trước đó

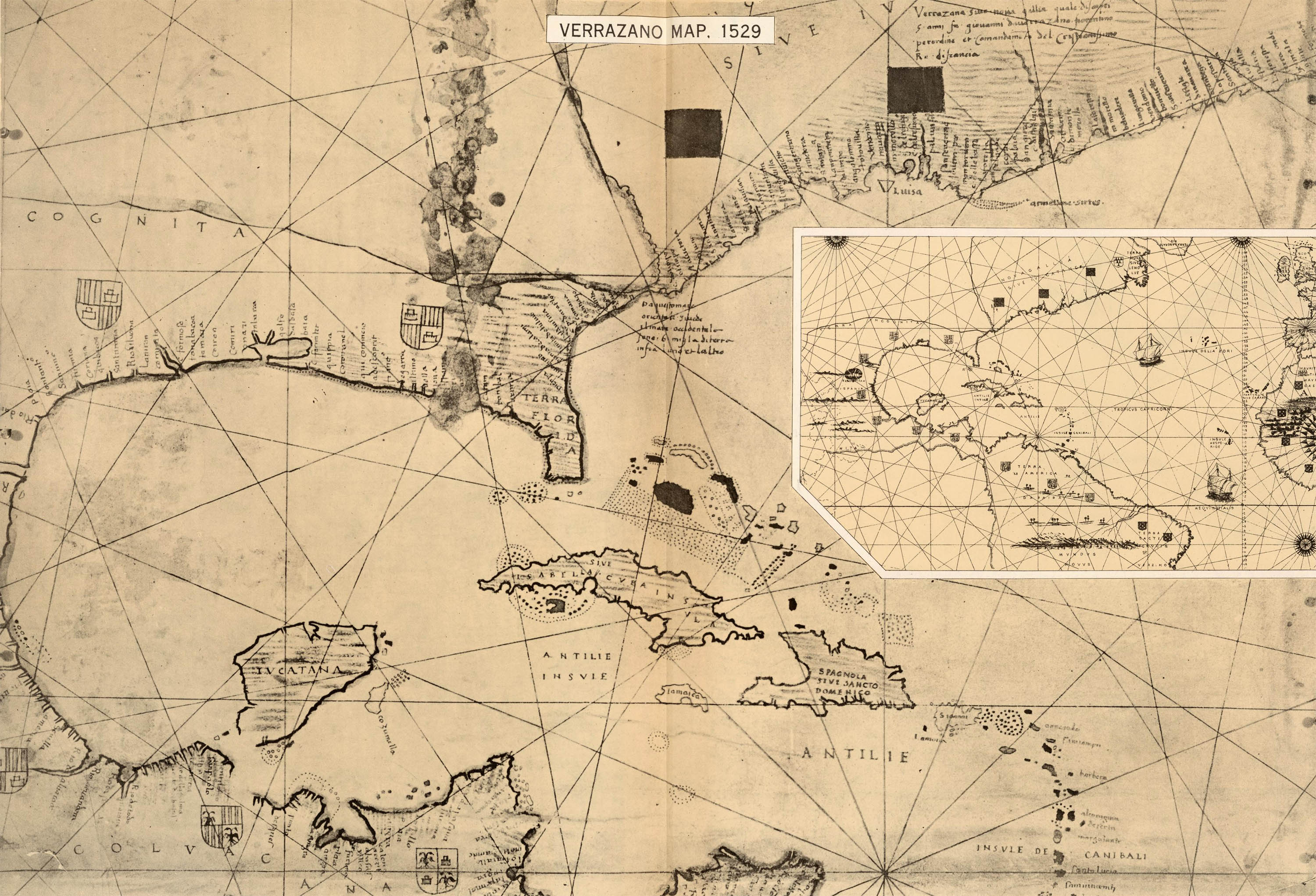
Bản đồ năm 1529 mô tả "Biển Verazzano" kéo dài từ Bắc Đại Tây Dương đến vùng Outer Bank

Khu vực Outer Banks được khám phá vào năm 1524 bởi Giovanni da Verrazzano, người đã nhầm Pamlico Sound với Thái Bình Dương và kết luận rằng các đảo chắn là một eo đất. Nhận ra đây là một lối tắt tiềm năng dẫn đến nhà Minh Trung Quốc, ông đã trình bày những phát hiện của mình với Vua Francis I của Pháp và Vua Henry VIII của Anh,nhưng cả hai đều không theo quan tâm vấn đề này..
Năm 1578, Nữ hoàng Elizabeth I ban hành hiến chương cho Ngài Humphrey Gilbert để khám phá và khai phá các vùng lãnh thổ mà các vương quốc Cơ đốc giáo chưa tuyên bố  Các điều khoản của điều lệ rất mơ hồ, mặc dù Gilbert hiểu điều đó là cho anh ta quyền đối với tất cả các lãnh thổ ở Tân thế giới phía bắc Florida thuộc Tây Ban Nha. Sau cái chết của Gilbert năm 1583, Nữ hoàng của ông đã phân chia nhiệm vụ giữa anh trai Adrian Gilbert và anh trai cùng cha khác mẹ Walter Raleigh. Nhiệm vụ của Adrian là tìm con đường mới trên Newfoundland và tất cả các điểm về phía bắc, nơi các nhà địa lý kỳ vọng cuối cùng sẽ tìm thấy Con đường Tây Bắc đến châu Á được tìm kiếm từ lâu. Raleigh đã được trao các vùng đất ở phía nam, mặc dù phần lớn nó đã được Tây Ban Nha tuyên bố chủ quyền. Tuy nhiên, Richard Hakluyt vào thời điểm này đã chú ý đến "eo đất" của Verazzano, nằm trong sổ sách của Raleigh,và ông ấy quyết định tận dụng cơ hội đẻ khám phá khu vực đó.
Hiến chương của Raleigh, được ban hành vào ngày 25 tháng 3 năm 1584, quy định rằng ông cần phải thành lập một thuộc địa vào năm 1591, hoặc mất quyền thuộc địa của mình. Ông phải "khám phá, tìm kiếm, tìm ra và xem những vùng đất, quốc gia và lãnh thổ xa xôi để sở hữu, nắm giữ, và chiếm đóng ". Người ta mong đợi rằng Raleigh sẽ thiết lập một căn cứ để gửi các binh sĩ tư nhân đến các cuộc đột kích chống lại các hạm đội kho báu của Tây Ban Nha.
Bất chấp quyền hạn rộng lớn được trao cho Raleigh, anh ta bị cấm rời khỏi nữ hoàng. Vì vậy, thay vì đích thân dẫn dắt các chuyến đi đến châu Mỹ, ông đã giao nhiệm vụ cho các cộng sự của mình và giám sát các hoạt động từ London.

## Cuộc thám hiểm của Amadas-Barlowe

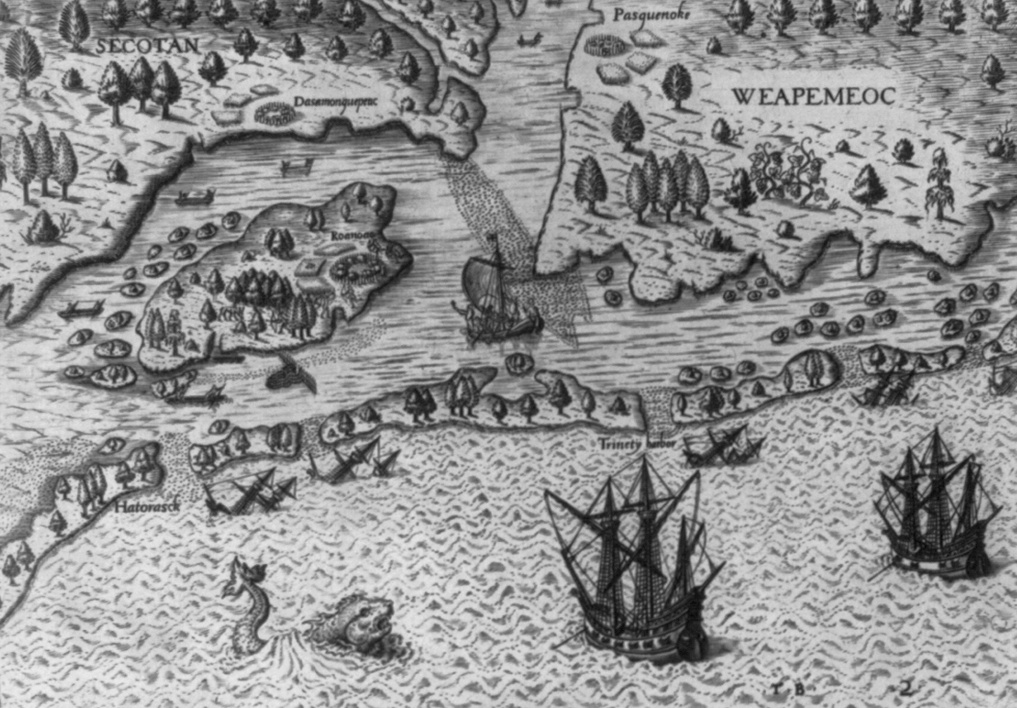
Sự xuất hiện của những người Anh ở Virginia (1590). Khắc bởi Theodor De Bry, từ bản vẽ của John White.

Vào ngày 27 tháng 4 năm 1584, Raleigh quyết định rời Anh để nhanh chóng sắp xếp một cuộc thám hiểm vùng  "eo đất" của Verazzano  Hạm đội bao gồm hai con tàu; Philip Amadas là thuyền trưởng của con tàu lớn hơn, với Simon Fernandes là hoa tiêu, trong khi Arthur Barlowe chỉ huy chiếc còn lại. Có một số bằn chứng  cho thấy Thomas Harriot và John White có thể đã tham gia vào chuyến đi, nhưng không có hồ sơ nào còn tồn tại xác nhận trực tiếp sự tham gia của họ.
Đoàn thám hiểm đã sử dụng một tuyến đường tiêu chuẩn cho các chuyến đi xuyên Đại Tây Dương, đi thuyền về phía nam để đón gió mậu dịch, đưa họ về phía Tây đến Tây Ấn, nơi họ thu thập nước ngọt. Sau đó, hai con tàu đi về phía bắc cho đến ngày 4 tháng 7, khi họ tiếp đất tại nơi mà ngày nay được gọi là Cape Fear. Hạm đội đổ bộ vào ngày 13 tháng 7 tại một cửa biển phía bắc của Đảo Hatorask, nơi được đặt tên là "Cảng Ferdinando" theo tên của Fernandes, người đã phát hiện ra nó.
Những người Mỹ bản địa trong khu vực có thể đã gặp, hoặc ít nhất là đã quan sát thấy những người châu Âu từ các cuộc thám hiểm trước đây. Người Secotan, người sinh sóng trên đảo Roanoke và vùng đất liền giữa Albemarle Sound và sông Pamlico, đã sớm tiếp xúc với người Anh và thiết lập quan hệ hữu nghị. Thủ lĩnh của Secotan, Wingina, gần đây đã bị thương trong một cuộc chiến với Pamlico, vì vậy anh trai của anh ta là Granganimeo đã đại diện cho bộ tộc thay thế anh ta.
Khi trở về Anh vào mùa thu năm 1584, Amadas và Barlowe đã đánh giá cao lòng hiếu khách của các bộ lạc và vị trí chiến lược của Roanoke. Họ mang về hai người bản địa: Wanchese, một người của bộ lạc Secotan, và Manteo, một mhườii bộ lạc Croatan có mẹ là thủ lĩnh của Đảo Croatoan. Các báo cáo của đoàn thám hiểm sau khi trở về Anh mô tả  rằng khu vực này là một vùng đất dễ chịu và giàu có, ám chỉ đến Thời kỳ Hoàng kim và Vườn Địa đàng, mặc dù những lời kể này có thể đã được Raleigh tô điểm..
Nữ hoàng Elizabeth rất ấn tượng với kết quả cuộc thám hiểm của Raleigh. Năm 1585, trong một buổi lễ phong tước hiệp sĩ Raleigh, bà tuyên bố vùng đất được cấp cho ông sẽ có tên là "Virginia" và tuyên bố ông là "Hiệp sĩ và Thống đốc Virginia". Ngài Walter Raleigh đã tiến hành tìm kiếm các nhà đầu tư để tài trợ cho thuộc địa.

## Thuộc địa của Ngài Lane

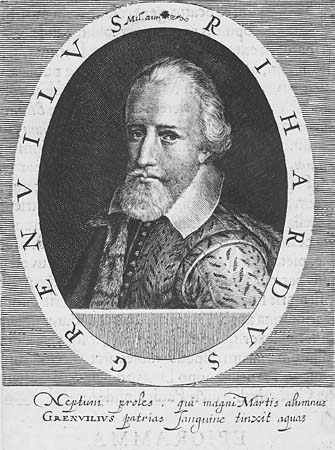
Ngài Richard Grenville

Đối với thuộc địa đầu tiên ở Virginia, Raleigh đã lên kế hoạch cho một hoạt động quân sự chủ yếu tập trung vào việc thăm dò và đánh giá các nguồn tài nguyên thiên nhiên. Số lượng dự kiến của những người thuộc địa là không rõ, nhưng khoảng sáu trăm người đã được gửi đến trong chuyến đi, có lẽ khoảng một nửa dự định ở lại thuộc địa, sẽ được tiếp nối bởi làn sóng thứ hai sau đó. Ralph Lane được bổ nhiệm làm thống đốc của thuộc địa, và Philip Amadas sẽ giữ chức đô đốc, mặc dù chỉ huy hạm đội là Ngài Richard Grenville chỉ huy toàn bộ nhiệm vụ. Những người dân thường tham dự bao gồm nhà luyện kim Joachim Gans, nhà khoa học Thomas Harriot và nghệ sĩ John White.Thêm nữa, Manteo và Wanchese, trở về nhà sau chuyến thăm Anh, cũng là hành khách trong chuyến đi.

### Du hành
Hạm đội bao gồm bảy tàu: Galleass Tiger (kỳ hạm của Grenville, với Fernandes là hoa tiêu), tàu Roebuck (do John Clarke làm thuyền trưởng), Red Lion (dưới sự chỉ huy của George Raymond), Elizabeth (do Thomas Cavendish làm thuyền trưởng), Dorothy (Con tàu cá nhân của Raleigh, có lẽ do Arthur Barlowe làm thuyền trưởng) và hai con tàu nhỏ.
Vào ngày 9 tháng 4 năm 1585, hạm đội rời Plymouth, đi về phía nam qua Vịnh Biscay. Một cơn bão dữ dội ngoài khơi bờ biển Bồ Đào Nha đã tách Tiger khỏi phần còn lại của hạm đội và đánh chìm một trong những tàu nhỏ. May mắn thay, Fernandes đã tư vấn một kế hoạch cho sự cố như vậy, trong đó các con tàu sẽ gặp nhau tại Mosquetal, trên bờ biển phía nam của Puerto Rico. Tiếp tục một mình, Tiger đã tăng tốc tốt đến vùng biển Caribbean, đến điểm hẹn vào ngày 11 tháng 5, trước các tàu khác.:57

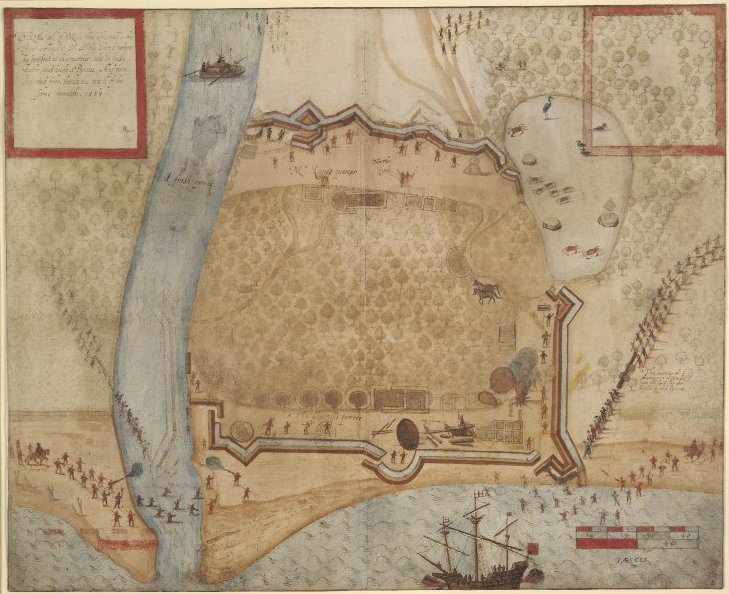
Pháo đài của Ralph Lane ở Mosquetal

Trong khi chờ đợi hạm đội, Grenville đã thành lập một căn cứ, nơi thủy thủ đoàn của anh ta có thể nghỉ ngơi và tự vệ trước các lực lượng Tây Ban Nha. Người của Lane đã tận dụng cơ hội luyện tập để xây dựng các công sự cần thiết tại thuộc địa mới. Thủy thủ đoàn cũng bắt đầu thay thế các chốt bị mất, rèn đinh và cưa gỗ xung quanh để đóng một con tàu mới.:57 Elizabeth đến vào ngày 19 tháng 5, ngay sau khi hoàn thành pháo đài và các con tàu mới.:58:91
TPhần còn lại của hạm đội không bao giờ đến Mosquetal. Ít nhất một trong những con tàu đã gặp khó khăn gần Jamaica và hết nguồn cung cấp, khiến thuyền trưởng của nó phải gửi 20 thủy thủ đoàn của mình vào bờ. Cuối cùng thì Roebuck, Red Lion và Dorothy tiếp tục đến vùng Outer Banks, khoảng vào giữa tháng 6. Red Lion để lại khoảng ba mươi người đàn ông trên Đảo Croatoan và khởi hành đi làm nhiệm vụ riêng ở Newfoundland. Trong khi chờ đợi, Grenville thiết lập liên lạc với chính quyền địa phương Tây Ban Nha, với hy vọng có được các điều khoản mới. Khi người Tây Ban Nha không cung cấp được nguồn cung cấp như đã hứa, Grenville nghi ngờ rằng họ sẽ sớm tấn công, vì vậy ông và các tàu của mình đã từ bỏ pháo đài:60, 64

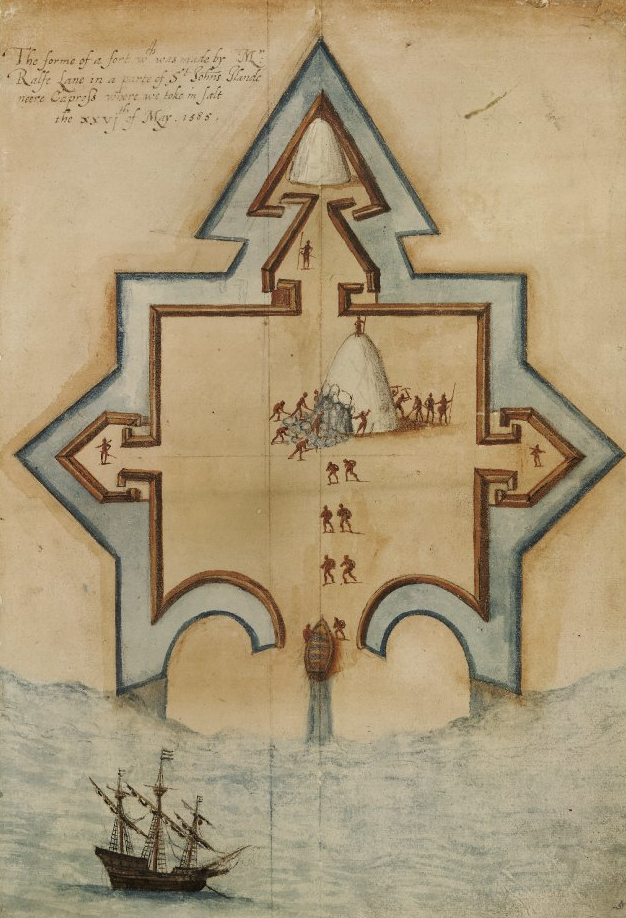
Thu hoạch muối ở Vịnh Salinas

Grenville bắt được hai con tàu Tây Ban Nha ở Mona Passage, bổ sung chúng vào hạm đội của mình. Lane đưa một trong những con tàu này đến Vịnh Salinas, nơi anh ta chiếm được những gò muối do người Tây Ban Nha thu thập. Lane lại xây dựng công sự để bảo vệ người của mình khi họ đưa muối lên tàu. Các tàu của Grenville sau đó lên đường đến La Isabela, nơi người Tây Ban Nha gác lại các hành động thù địch để buôn bán với hạm đội Anh. Vào ngày 7 tháng 6, Grenville rời Hispaniola để tiếp tục đến vngf Outer Banks.:60–63
Hạm đội đi qua một cửa biển vào tại đảo Wococon (gần cửa vào Ocracoke ngày nay) vào ngày 26 tháng 6. Tiger tấn công một bãi cạn, phá hủy hầu hết các nguồn cung cấp thực phẩm và gần như phá hủy con tàu..:63 Có những dấu hiệu cho thấy hạm đội của Grenville được cho là đã trải qua mùa đông trên thuộc địa mới, có lẽ ngay lập tức bắt đầu sử dụng nó như một căn cứ tư nhân. Tuy nhiên, xác tàu Tiger đã khiến phủ nhận điều đó. Các khoản chu cấp dự phòng còn lại không thể hỗ trợ cho nới cư trú trên thuộc địa này như đã được lên kế hoạch. Hơn nữa, các cửa biển nông của vùng OuterBanks khiến khu vực này không thích hợp để làm căn cứ hỗ trợ các tàu lớn. Ưu tiên hàng đầu của thuộc địa bây giờ là tìm một bến cảng tốt hơn..:20
Sau khi sửa chữa, Tiger tiếp tục cùng với phần còn lại của hạm đội đến Cảng Ferdinando, nơi họ đoàn tụ với Roebuck và Dorothy. Những người ngời thủy thủ bị con tàu Red Lion bỏ lại do đến trễ giờ hẹn có lẽ cũng trong thời gian này.:63–64 Vào ngày 5 tháng 8, John Arundell đã chỉ huy một trong những con tàu nhanh hơn và lên đường đến Anh, để báo cáo chuyến thám hiểm đã đến nơi an toàn.:75

### Thiết lập thuộc địa
Việc mất sự tiếp tế từ Tiger có nghĩa là thuộc địa sẽ hỗ trợ ít người định cư hơn nhiều so với kế hoạch ban đầu. Grenville quyết định rằng chỉ khoảng một trăm người ở lại Lane, điều này sẽ đủ để hoàn thành các mục tiêu của thuộc địa cho đến khi một hạm đội khác, dự kiến rời Anh vào tháng 6 năm 1585, có thể cung cấp một tiếp tế và nhân lực.:64–67 Tuy nhiên, Grenville không thể biết rằng chuyến thám hiểm này đã được chuyển hướng đến Newfoundland, để cảnh báo cho các đội tàu đánh cá rằng người Tây Ban Nha đã bắt giữ các tàu thương mại của Anh để trả đũa các cuộc tấn công của tư nhân Anh.:85 Cho đến khi một nhiệm vụ tiếp tế có thể được sắp xếp, thuộc địa của Lane sẽ phải phụ thuộc nhiều vào sự hào phóng của người bản địa.:23
Trong khi Tiger đang được sửa chữa, Grenville đã tổ chức một cuộc thám hiểm để khám phá Pamlico Sound và các làng Secotan của Aquascogoc, Pamlico và Secotan. Nhóm của anh ấy đã liên hệ với người dân địa phương, mang đến cho Harriot và White cơ hội để nghiên cứu sâu rộng về xã hội người Mỹ bản địa.:102–10 Mặc dù phần lớn nghiên cứu của họ không tồn tại sau cuộc sơ tán thuộc địa năm 1586, cuộc khảo sát sâu rộng của Harriot về cư dân và tài nguyên thiên nhiên của Virginia đã được xuất bản vào năm 1588, với bản khắc các hình minh họa của White được đưa vào ấn bản năm 1590.:157–58
Sau khi khám phá xong các bản lang,đã xảy ra một sự việc: một chiếc cốc bạc đã được báo cáo là mất tích. Tin rằng món đồ bị đánh cắp, Grenville cử Amadas dẫn đầu một biệt đội quay trở lại Aquascogoc để yêu cầu trả lại tài sản đã mất tích. Khi biết dân làng không trả lại chiếc cốc, người Anh quyết định rằng cần phải trừng phạt nghiêm khắc để tránh vẻ ngoài yếu đuối. Amadas và người của ông đã thiêu rụi toàn bộ thị trấn và mùa màng của nó, khiến những người bản địa phải chạy trốn.:72:298–99

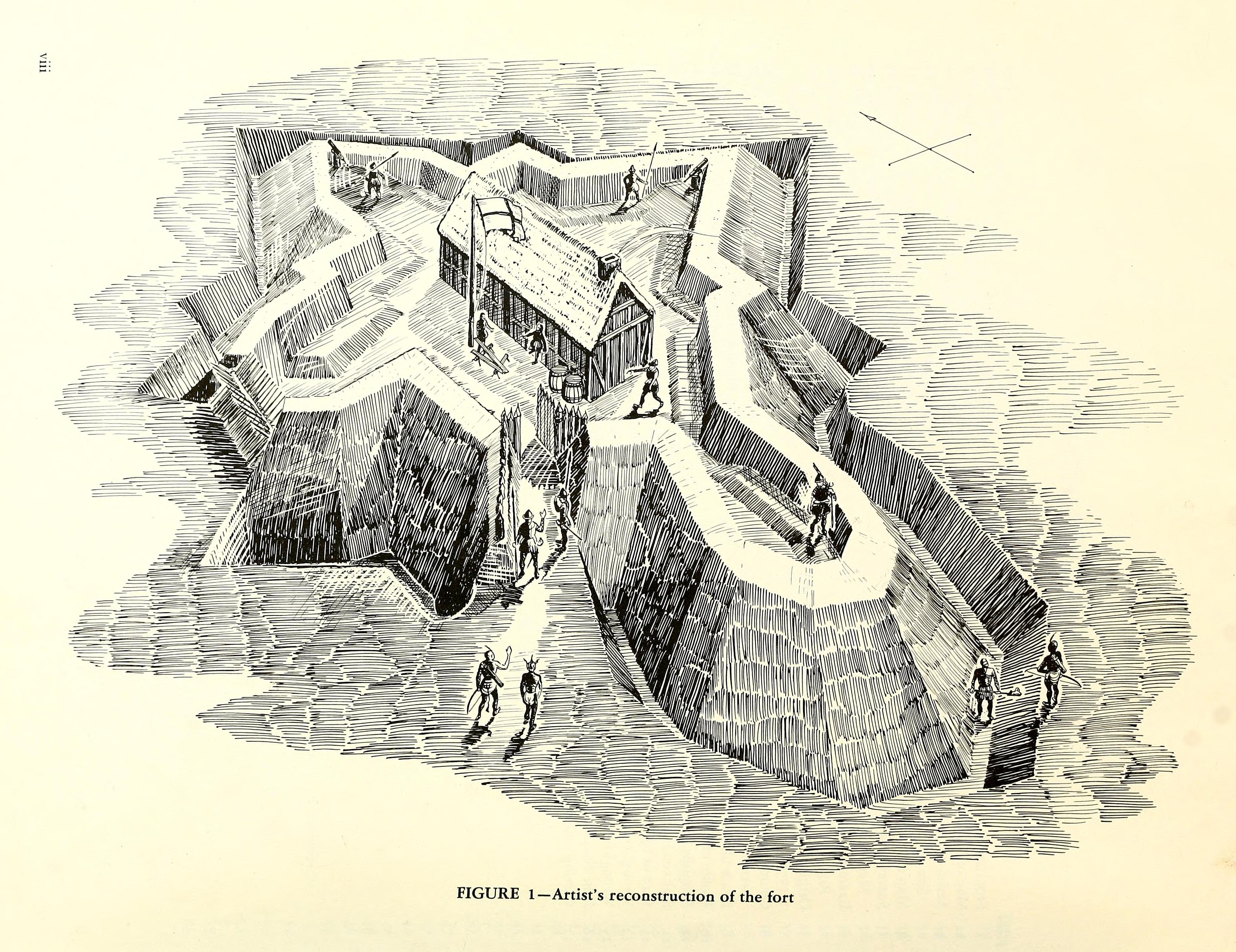
Pháo đài Ralph Lane ở Roanoke

Vài ngày sau đó, Manteo đã sắp xếp một cuộc họp cho Grenville và Lane với Granganimeo, để cung cấp đất cho người Anh định cư trên đảo Roanoke. Cả hai bên nhất trí rằng hòn đảo này nằm ở vị trí chiến lược để tiếp cận đại dương và tránh sự phát hiện từ các cuộc tuần tra của Tây Ban Nha. Từ đó, Lane bắt đầu xây dựng một pháo đài ở phía bắc của hòn đảo.:58–59 TKhông có hình ảnh hay phác họa nào còn sót lại về pháo đài Roanoke, nhưng nó có thể có cấu trúc tương tự như ở Mosquetal.:27
Grenville lên đường đến Anh trên tàu Tiger vào ngày 25 tháng 8 năm 1585. Những ngày sau tại Bermuda, Grenville đột kích một tàu lớn của Tây Ban Nha Santa Maria de San Vicente, con tàu ấy đã bị tách khỏi phần còn lại của hạm đội.. Con tàu buôn mà Grenville tấn công được và mang về Anh như một phần thưởng, được chất đầy kho báu đủ để khiến toàn bộ chuyến thám hiểm Roanoke xem như có lãi, thúc đẩy sự phấn khích trong triều đình của Nữ hoàng Elizabeth về những nỗ lực thiết lập thuộc địa của Raleigh.

### Khám phá

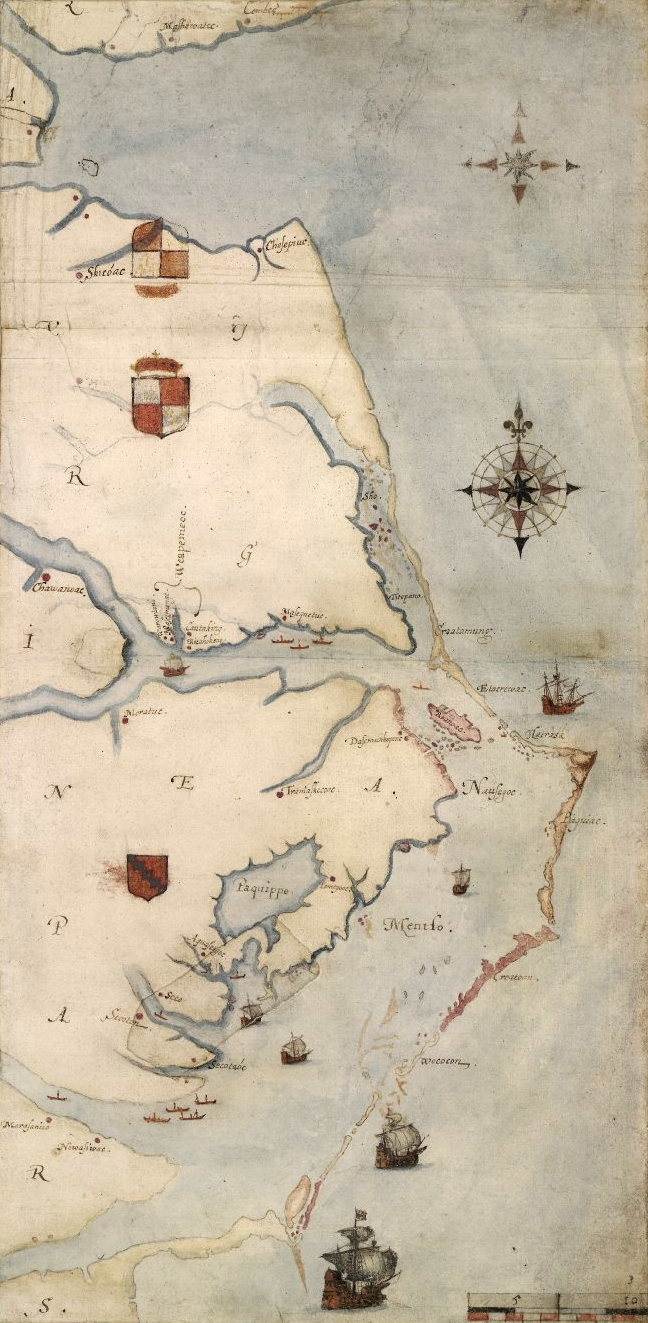
Bản đồ về La Virginea Pars được vẽ bởi John White

Nhiều người trong số những người thực dân đã tham gia sứ mệnh với mong muốn khám phá ra các nguồn vàng và bạc. Khi không có nguồn nào như vậy được xác định, những thực dân trở nên chán nản và coi toàn bộ hoạt động là lãng phí thời gian của họ. Người Anh cũng nghiên cứu nơi người Mỹ bản địa về nguồn gốc kim loại đồng của họ, nhưng cuối cùng không bao giờ tìm ra nguồn gốc của kim loại này.
Những người thuộc địa đã dành mùa thu năm 1585 để mua ngô từ các làng lân cận, để tăng thêm nguồn cung cấp hạn chế của họ. Thuộc địa này rõ ràng đã thu được đủ ngô (cùng với thịt nai, cá và hàu) để duy trì chúng qua mùa đông. Tuy nhiên, rất ít thông tin còn sót lại về những gì diễn ra tại thuộc địa từ tháng 9 năm 1585 đến tháng 3 năm 1586, khiến việc đánh giá đầy đủ về mùa đông là không thể. Những người thực dân rất có thể đã cạn kiệt nguồn cung cấp từ Anh và ngô Mỹ của họ vào tháng 10, và kết quả là sự thiếu hụt của các nguồn thực phẩm còn lại của họ chắc chắn đã khiến cho tinh thần của họ giảm xuống.
Amadas đã dành cả mùa đông để khám phá Vịnh Chesapeake, đi xa đến tận Mũi Henry và sông James. Trong khi ở đó, nhóm của anh đã liên lạc với các làng Chesepioc và Skicóak của người Chesapeake. Người Secotans đã mô tả Skicóak là thành phố lớn nhất trong khu vực, có thể khiến người Anh trông đợi điều gì đó giống như các vương quốc Inca và Aztec giàu có mà người Tây Ban Nha gặp phải. Thay vào đó, Amadas tìm thấy một khu định cư khiêm tốn hơn, mặc dù ông rất ấn tượng với khí hậu và chất lượng đất của khu vực. Harriot và Gans khám phá lãnh thổ Virginia, gặp gỡ các bộ lạc thổ dân châu Mỹ và lấy tài nguyên thiên nhiên. Trong chuyến đi của mình, Harriot và các trợ lý của ông đã thu thập thông tin mà cuối cùng sẽ được sử dụng để tạo ra bản đồ La Virginea Pars của White.
Mặc dù khoa học thế kỷ 16 không thể giải thích hiện tượng này, nhưng Harriot nhận thấy rằng mỗi thị trấn mà thực dân đến thăm đều nhanh chóng hứng chịu một trận dịch chết người, có thể là bệnh cúm hoặc bệnh đậu mùa. Một số người Secotan nghi ngờ căn bệnh này là do các thế lực siêu nhiên do người Anh tung ra. Khi Wingina bị bệnh, người dân của anh ấy không thể chữa trị cho anh ấy, nhưng anh ấy đã bình phục sau khi yêu cầu những lời cầu nguyện từ người Anh. Bị ấn tượng, Wingina yêu cầu những người thực dân chia sẻ sức mạnh này với các cộng đồng đang gặp khó khăn khác, điều này chỉ đẩy nhanh sự lây lan của dịch bệnh. Dịch bệnh có khả năng ảnh hưởng nghiêm trọng đến vụ thu hoạch mùa thu, nhất là vào thời điểm mà thuộc địa của Lane sẽ phụ thuộc nhiều vào các nước láng giềng để bổ sung nguồn cung cấp lương thực hạn chế.

### Những sự thù địch và khan hiếm thức ăn

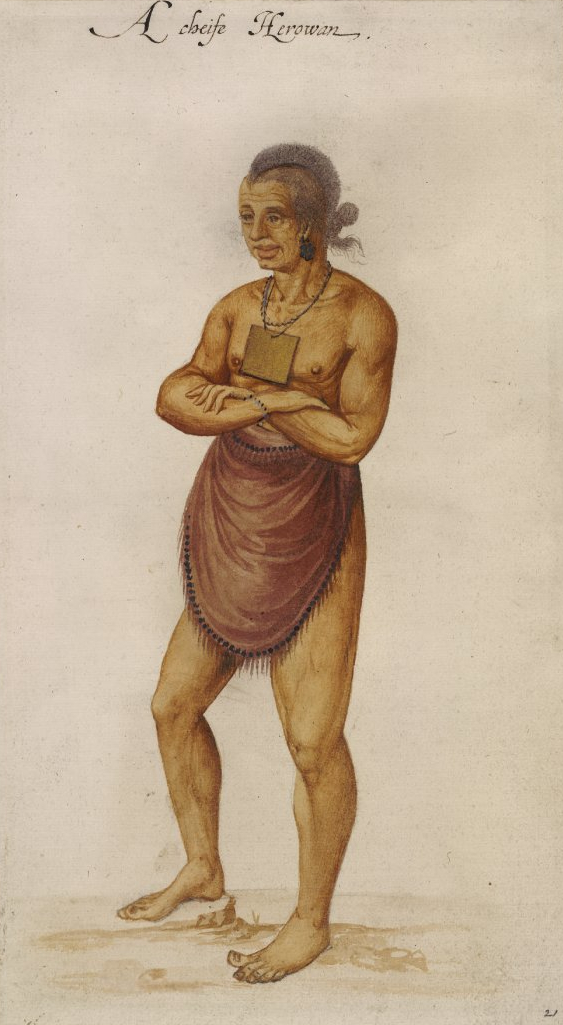
Một bức phác họa về người lãnh đạo người Secotan tên là Wingina

Vào mùa xuân, quan hệ giữa người Secotan và thuộc địa trở nên căng thẳng, rất có thể là do thuộc địa quá phụ thuộc vào thực phẩm của người Secotan. Cái chết của Granganimeo, người từng là người ủng hộ mạnh mẽ cho thuộc địa, rõ ràng đã giúp Wingina chống lại người Anh. Wingina đổi tên thành "Pemisapan" ("người theo dõi"), đề xuất một chính sách thận trọng và cảnh giác mới, đồng thời thành lập thủ đô bộ lạc tạm thời mới trên đảo Roanoke. Người Anh ban đầu không nhận ra những phát triển này là mối đe dọa đối với lợi ích của họ.:75–76
Vào tháng 3, Lane đã hỏi ý kiến Pemisapan về kế hoạch khám phá đất liền, vượt ra ngoài lãnh thổ Secotan. Pemisapan ủng hộ kế hoạch và khuyên Lane rằng thủ lĩnh Chowanoke, Menatonon đang họp với các đồng minh của mình để lên kế hoạch tấn công quân Anh, và ba nghìn chiến binh đã tập trung tại Choanoac. Đồng thời, Pemisapan gửi lời tới Menatonon rằng quân Anh sẽ đến, đảm bảo rằng cả hai bên sẽ có những hành động thù địch. Khi nhóm vũ trang đầy đủ của Lane đến Choanoac, anh ta tìm thấy đại diện của Chowanoke, Mangoak, Weapemeoc và Moratuc. Vì cuộc tụ tập này không có kế hoạch tấn công, nên Lane đã bắt được họ bằng sự bất ngờ. Anh ta dễ dàng bắt Menatonon, người đã thông báo cho anh ta rằng chính Pemisapan đã yêu cầu hội đồng ngay từ đầu.
Menatonon nhanh chóng lấy được lòng tin của Lane khi đưa ra thông tin về những cơ hội sinh lợi ở những vùng đất mà người Anh chưa khám phá ra. Ông mô tả một vị vua giàu có và quyền lực ở phía đông bắc (có lẽ là thủ lĩnh của Powhatan), cảnh báo rằng Lane nên mang theo một lực lượng đáng kể nếu ông ta tìm cách liên lạc. Menatonon cũng chứng thực những tin đồn mà Lane đã nghe về một vùng biển ngay bên kia đầu sông Roanoke, dường như xác nhận hy vọng của người Anh về việc tìm được lối vào Thái Bình Dương. Con trai của tù trưởng, Skiko, mô tả một nơi ở phía tây có tên là "Chaunis Temoatan" giàu kim loại quý giá, mà Lane nghĩ có thể là đồng hoặc thậm chí có thể là vàng.
Dựa trên thông tin này, Lane hình dung ra một kế hoạch chi tiết, trong đó lực lượng của ông sẽ chia thành hai nhóm - một nhóm đi lên phía bắc sông Chowan, nhóm còn lại dọc theo bờ biển Đại Tây Dương - để tái định cư tại Vịnh Chesapeake. Tuy nhiên, anh quyết định trì hoãn nhiệm vụ này cho đến khi thuộc địa nhận được nguồn cung cấp mới, thứ mà Grenville đã hứa sẽ đến vào lễ Phục sinh. Trong khi đó, Lane đòi tiền chuộc Menatonon và bắt Skiko trở lại Roanoke làm con tin. Anh ta cùng với 40 người lính cùng nhau di chuyển lên 100 dăm phía trên sông Roanoke để tìm  Chaunis Temotan, nhưng họ chỉ tìm thấy những ngôi làng hoang vắng và những chiến binh nằm trong ổ phục kích. Lane đã mong đợi Moratuc cung cấp cho người Anh nhưng Pemisapan đã báo cho thổ dân rằng người Anh là thù địch và dân làng nên rút khỏi sông với thức ăn của họ.:78–79
Lane và nhóm của anh ta quay trở lại thuộc địa ngay sau Lễ Phục sinh, chết đói và trắng tay. Trong thời gian họ vắng mặt, tin đồn đã lan truyền rằng họ đã bị giết, và Pemisapan đã chuẩn bị rút Secotan khỏi Đảo Roanoke và rời khỏi thuộc địa để tránh chết đói. Không có dấu hiệu nào về hạm đội tiếp tế của Grenville, thậm chí vẫn chưa rời khỏi nước Anh. Theo Lane, Pemisapan quá ngạc nhiên khi Lane sống sót trở về sau nhiệm vụ trên sông Roanoke nên anh đã xem xét lại kế hoạch của mình. Ensenore, một trưởng lão trong hội đồng Pemisapan, lập luận ủng hộ người Anh. Sau đó, một phái viên của Menatonon thông báo cho Lane rằng lãnh đạo Weapemeoc Okisko đã cam kết trung thành với Nữ hoàng Elizabeth và Ngài Walter Raleigh. Sự thay đổi cán cân quyền lực trong khu vực này càng ngăn cản Pemisapan thực hiện các kế hoạch chống lại thực dân Anh. Thay vào đó, ông đã ra lệnh cho người dân của mình gieo trồng và xây dựng các đập đánh cá cho những người định cư.:80–82
Thỏa thuận mới giữa người Anh và người Secotan chỉ tồn tại trong thời gian ngắn. Vào ngày 20 tháng 4, Ensenore qua đời, người ủng hộ cuối cùng của thuộc địa Anh. Wanchese đã trở thành một cố vấn cấp cao, và thời gian ở giữa những người Anh đã thuyết phục anh rằng họ là một mối đe dọa. Pemisapan đã sơ tán người Secotan khỏi Roanoke, phá hủy các đập đánh cá và ra lệnh cho họ không bán thực phẩm cho người Anh. Người Anh không có cách nào sản xuất đủ lương thực để duy trì thuộc địa. Lane ra lệnh cho người của mình chia thành các nhóm nhỏ để kiếm ăn và xin ăn ở các Outer Bank và đất liền.:82
Lane tiếp tục giữ Skiko làm con tin. Mặc dù Pemisapan thường xuyên gặp gỡ Skiko và tin rằng anh ta có thiện cảm với chính nghĩa chống người Anh, Skiko đã tìm cách thực hiện ý định duy trì quan hệ với thuộc địa của cha mình. Skiko thông báo cho Lane rằng Pemisapan dự định tổ chức một cuộc họp hội đồng chiến tranh vào ngày 10 tháng 6 với nhiều cường quốc trong khu vực. Với số đồng mà Secotan thu được từ việc buôn bán với thuộc địa, Pemisapan có thể đưa ra những lời dụ dỗ đáng kể để các bộ lạc khác sát cánh với mình trong cuộc tấn công cuối cùng chống lại người Anh. Kế hoạch tấn công là phục kích Lane và các thủ lĩnh chủ chốt khác khi họ đang ngủ tại thuộc địa, sau đó ra hiệu cho một cuộc tổng tấn công vào phần còn lại. Dựa trên thông tin này, Lane gửi thông tin sai lệch cho Secotan chỉ ra rằng một hạm đội Anh đã đến, để buộc Pemisapan ra tay.
Bị buộc phải đẩy nhanh lịch trình của mình trước khả năng có quân tiếp viện của Anh, Pemisapan đã tập hợp nhiều đồng minh nhất có thể cho một cuộc họp vào ngày 31 tháng 5 tại Dasamongueponke. Tối hôm đó, Lane tấn công các chiến binh được bố trí tại Roanoke, hy vọng sẽ ngăn họ báo động cho đất liền vào sáng hôm sau. Vào ngày 1 tháng 6, Lane, các sĩ quan hàng đầu của anh ta và 25 người đàn ông đã đến thăm Dasamongueponke với lý do là thảo luận về một nỗ lực của Secotan để giải phóng Skiko. Khi họ được nhận vào hội đồng, Lane ra hiệu cho người của mình tấn công. Pemisapan bị bắn và chạy trốn vào rừng, nhưng người của Lane đã đuổi kịp anh ta và mang lại cái đầu bị đứt lìa của anh ta.:83–85 Cái đầu đã được cắm bên ngoài pháo đài của thuộc địa.

### Sơ tán

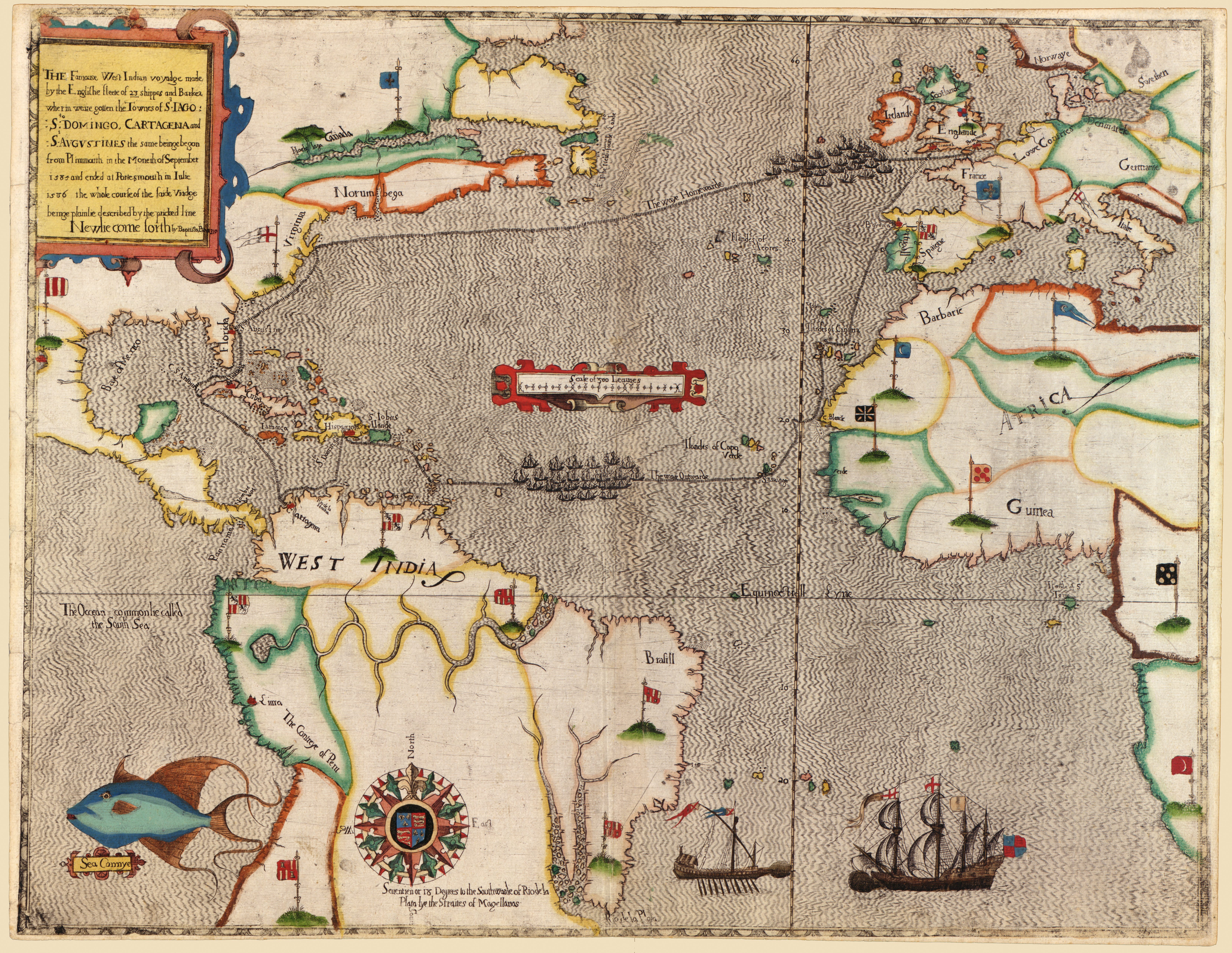
Bản đò chuyến đi của ngài Francis Drake năm 1585-1586

Vào tháng 6, những người thuộc địa đã liên lạc với hạm đội của Francis Drake,khi mà ngài trên đường trở về Anh từ các chiến dịch thành công ở Santo Domingo, Cartagena và St. Augustine. Trong những cuộc đột kích này, Drake đã thu được những người tị nạn, nô lệ và nhu yếu phẩm với mục đích chuyển chúng đến thuộc địa của Raleigh. Khi biết về những bất hạnh của thuộc địa, Drake đồng ý bỏ lại bốn tháng tiếp tế và một trong những con tàu của anh ta, chiếc Francis cho thực dân. Tuy nhiên, một cơn bão đổ bộ vào Outer Banks, cuốn Francis ra biển.
Sau cơn bão, Lane thuyết phục người của mình sơ tán khỏi thuộc địa, và Drake đồng ý đưa họ trở lại Anh. Manteo và một cộng sự, Towaye, tham gia cùng họ. Ba trong số những người thuộc địa của Lane đã bị bỏ lại và không bao giờ được nghe tin tức nữa. Bởi vì thuộc địa đã bị bỏ hoang, không rõ những gì đã trở thành nô lệ và những người tị nạn mà Drake có ý định đặt ở đó. Không có tài liệu nào về việc họ đến Anh cùng với hạm đội, và có thể Drake đã để họ lại Roanoke cùng với một số hàng hóa mà anh ta đã dành cho Lane trước đó. Hạm đội củarake, cùng với những người thuộc địa của Lane, đến Anh vào tháng 7 năm 1586.:77 Khi đến nơi, những người thực dân đã mang thuốc lá, ngô và khoai tây đến Anh.:5

### Lãnh đạm của Grenville
Một con tàu tiếp tế duy nhất do Raleigh gửi đến Roanoke chỉ vài ngày sau khi Drake sơ tán thuộc địa. Thủy thủ đoàn không tìm thấy dấu vết của thực dân và bỏ đi. Hai tuần sau, đội cứu trợ của Grenville cuối cùng đã đến với lượng tiếp tế đủ cho một năm và quân tiếp viện 400 người. Grenville đã tiến hành một cuộc tìm kiếm rộng rãi và thẩm vấn ba người bản xứ, một trong số đó cuối cùng liên quan đến lời kể của cuộc sơ tán. Hạm đội quay trở lại Anh, bỏ lại một đội nhỏ gồm mười lăm người để duy trì sự hiện diện của người Anh và bảo vệ yêu sách của Raleigh đối với Đảo Roanoke.
Theo Croatan, đội quân này đã bị một liên minh các bộ lạc đại lục tấn công ngay sau khi hạm đội của Grenville rời đi. Năm trong số những người Anh đang đi thu thập hàu thì hai trong số những kẻ tấn công dường như không có vũ khí tiến đến đồn trại và yêu cầu được gặp hai người Anh một cách hòa bình. Một trong những người Mỹ bản địa đã giấu một thanh kiếm gỗ, mà anh ta đã dùng để giết một người Anh. 28 kẻ tấn công khác đã lộ diện, nhưng người Anh còn lại đã trốn thoát để cảnh báo cho đơn vị của mình. Những người bản địa tấn công bằng những mũi tên rực lửa, phóng hỏa ngôi nhà nơi người Anh cất giữ kho lương thực của họ, và buộc những người đàn ông phải cầm lấy bất cứ vũ khí nào có ích. Một người Anh thứ hai bị giết; chín người còn lại rút vào bờ và chạy trốn khỏi hòn đảo trên thuyền của họ. Họ tìm thấy bốn người đồng hương của họ trở về từ con lạch, đón họ và tiếp tục vào Cảng Ferdinando. Mười ba người sống sót đã không bao giờ được nhìn thấy nữa.

## Thuộc địa bị mất

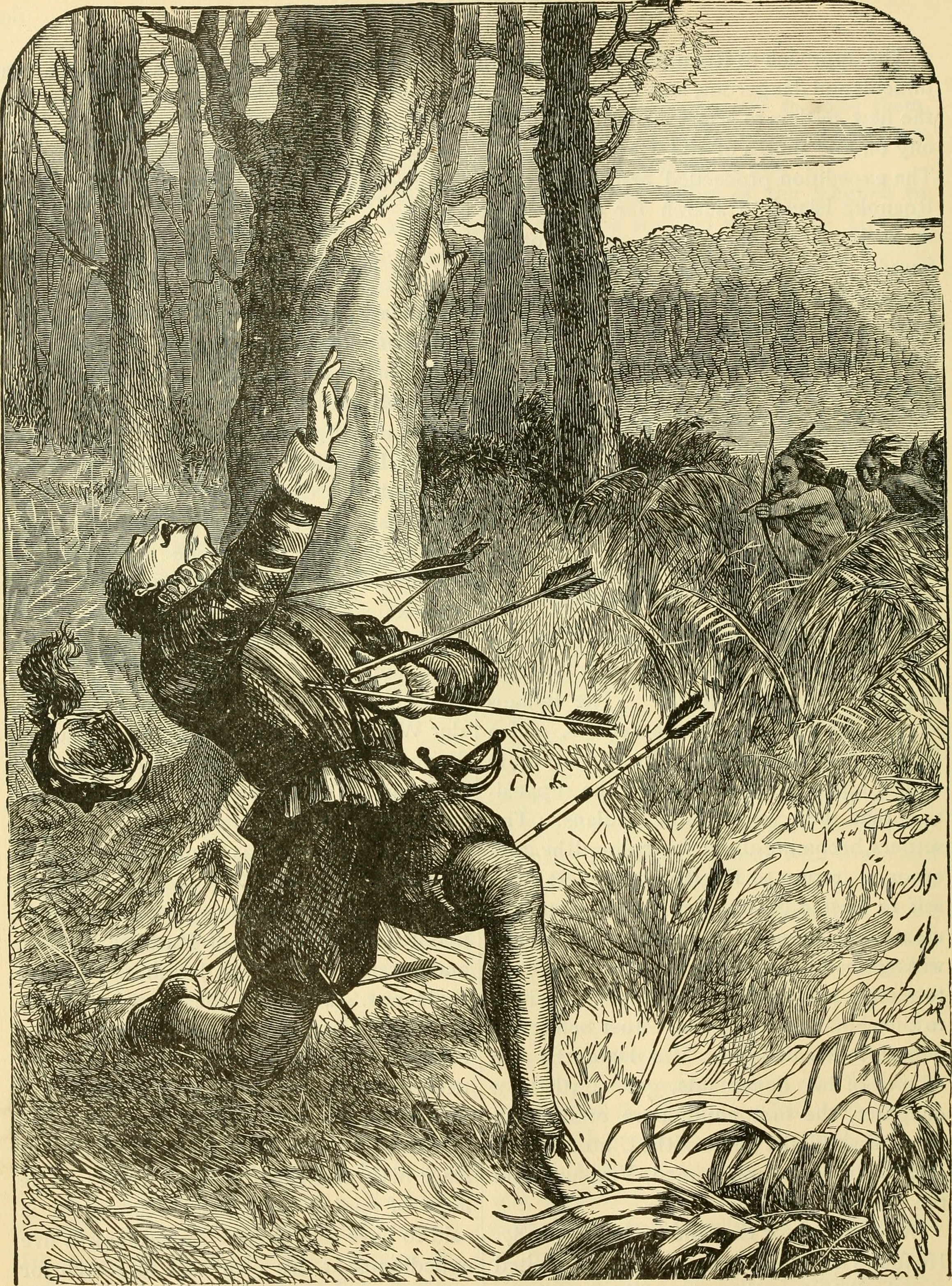
Cái chết của George Howe

Bất chấp phải rời bỏ thuộc địa của Lane, Raleigh vẫn bị thuyết phục bởi Hakluyt, Harriot và White. Tuy nhiên, Đảo Roanoke sẽ không còn an toàn cho những người Anh định cư, nhất là sau những cuộc chiến giữa người của Lane và Secotan, và cái chết của Wingina. Hakluyt đề xuất Vịnh Chesapeake làm địa điểm cho một thuộc địa mới, một phần vì ông tin rằng bờ biển Thái Bình Dương nằm ngay bên ngoài các khu vực đã được khám phá của lãnh thổ Virginia. Vào ngày 7 tháng 1 năm 1587, Raleigh thông qua điều lệ công ty để thành lập "Cittie of Raleigh" với White là thống đốc và mười hai trợ lý. Khoảng 115 người đã đồng ý tham gia thuộc địa, bao gồm cả con gái của White đang mang thai là Eleanor và chồng của cô là Ananias Dare. Những người thực dân chủ yếu là người London trung lưu, có lẽ đang tìm cách trở thành quý tộc trên đất liền. Manteo và Towaye, người đã rời khỏi thuộc địa Lane cùng với hạm đội của Drake, cũng được dẫn theo. Lần này, đảng bao gồm phụ nữ và trẻ em, nhưng không có lực lượng quân đội có tổ chức.
Đoàn thám hiểm bao gồm ba con tàu: Tàu Lion do White làm thuyền trưởng với Fernandes là chủ và hoa tiêu, cùng với một chiếc thuyền bay (dưới sự chỉ huy của Edward Spicer) và một con tàu lớn với đầy đủ thiết bị (do Edward Stafford chỉ huy). Hạm đội khởi hành vào ngày 8 tháng 5.:268–69
Vào ngày 22 tháng 7, hạm đội neo tại Đảo Croatoan. White dự định đưa bốn mươi người lên tàu nhỏ đến Roanoke, nơi anh ta sẽ tham khảo ý kiến của mười lăm người đóng quân ở Grenville, trước khi tiếp tục đến Vịnh Chesapeake. Tuy nhiên, khi anh ta đã lên tới đỉnh núi, một "quý ông" trên hạm đại diện cho Fernandes đã ra lệnh cho các thủy thủ bỏ lại những thực dân trên Roanoke.
Sáng hôm sau, nhóm của White xác định vị trí thuộc địa của Lane. Pháo đài đã bị tháo dỡ, trong khi những ngôi nhà bỏ trống và cây dưa mọc um tùm. Không có dấu hiệu nào cho thấy người của Grenville đã từng đến đó ngoại trừ những bộ xương người mà White tin rằng là hài cốt của một trong số họ, bị giết bởi người Mỹ bản địa.:90:362–63
Sau sự xuất hiện của chiếc thuyền cuối cùng trong hạm đội vào ngày 25 tháng 7, tất cả những người thuộc địa đã xuống tàu. Ngay sau đó, thực dân George Howe bị một người bản địa giết chết khi một mình đi tìm cua ở Albemarle Sound

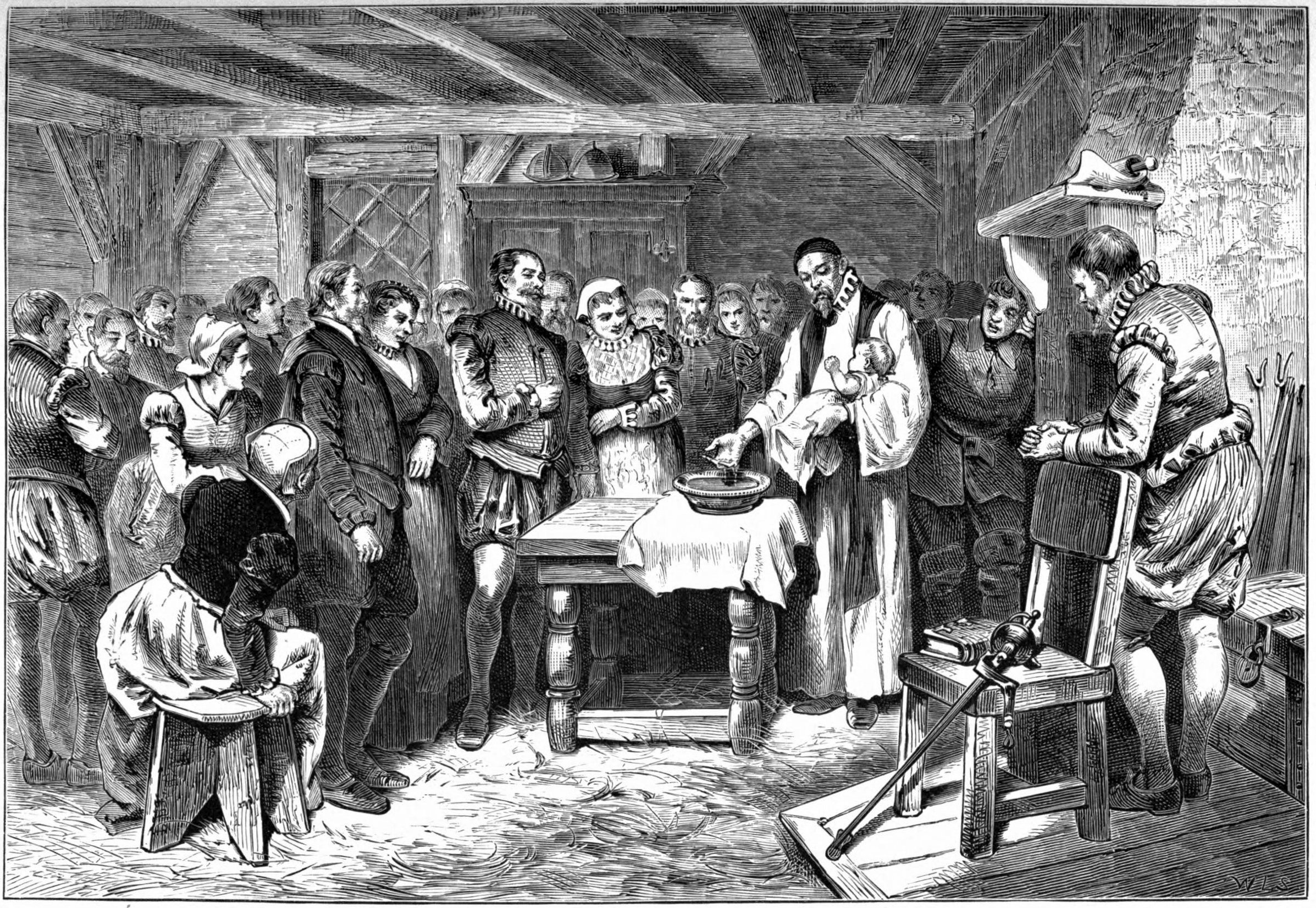
Virginia Dare đang được sinh

White cử Stafford thiết lập lại quan hệ với Croatan, với sự giúp đỡ của Manteo. Croatan được mô tả là một liên minh các bộ lạc đại lục, dẫn đầu bởi Wanchese, đã tấn công đội của Grenville. Những người thuộc địa đã cố gắng đàm phán một hiệp định đình chiến thông qua Croatan, nhưng không nhận được phản hồi. Vào ngày 9 tháng 8, White dẫn đầu một cuộc tấn công phủ đầu vào Dasamongueponke, nhưng kẻ thù (sợ bị trả thù vì cái chết của Howe) đã rút khỏi làng, và người Anh vô tình tấn công những kẻ cướp bóc Croatan. Manteo một lần nữa làm êm dịu mối quan hệ giữa thực dân và người Croatan. Để phục vụ thuộc địa, Manteo đã được rửa tội và được đặt tên là "Chúa tể của Roanoke và Dasamongueponke".
Vào ngày 18 tháng 8 năm 1587, Eleanor Dare sinh một cô con gái, được đặt tên là "Virginia" để vinh danh là "Cơ đốc nhân đầu tiên sinh ra ở Virginia". Hồ sơ cho thấy Margery Harvye sinh con ngay sau đó, mặc dù không có gì khác về đứa con của cô.
Khi mà hạm đội chuẩn bị trờ về Anh, những thực dân tại Roanoke quyết định tái định cư tại 50 dặm phía trên  Albemarle Sound.Những người thực dân thuyết phục Thống đốc White quay trở lại Anh để giải thích tình hình tuyệt vọng của thuộc địa và yêu cầu giúp đỡ.White miễn cưỡng đồng ý và khởi hành cùng hạm đội vào ngày 27 tháng 8 năm 1587.

### Sứ mệnh tiếp tế năm 1588

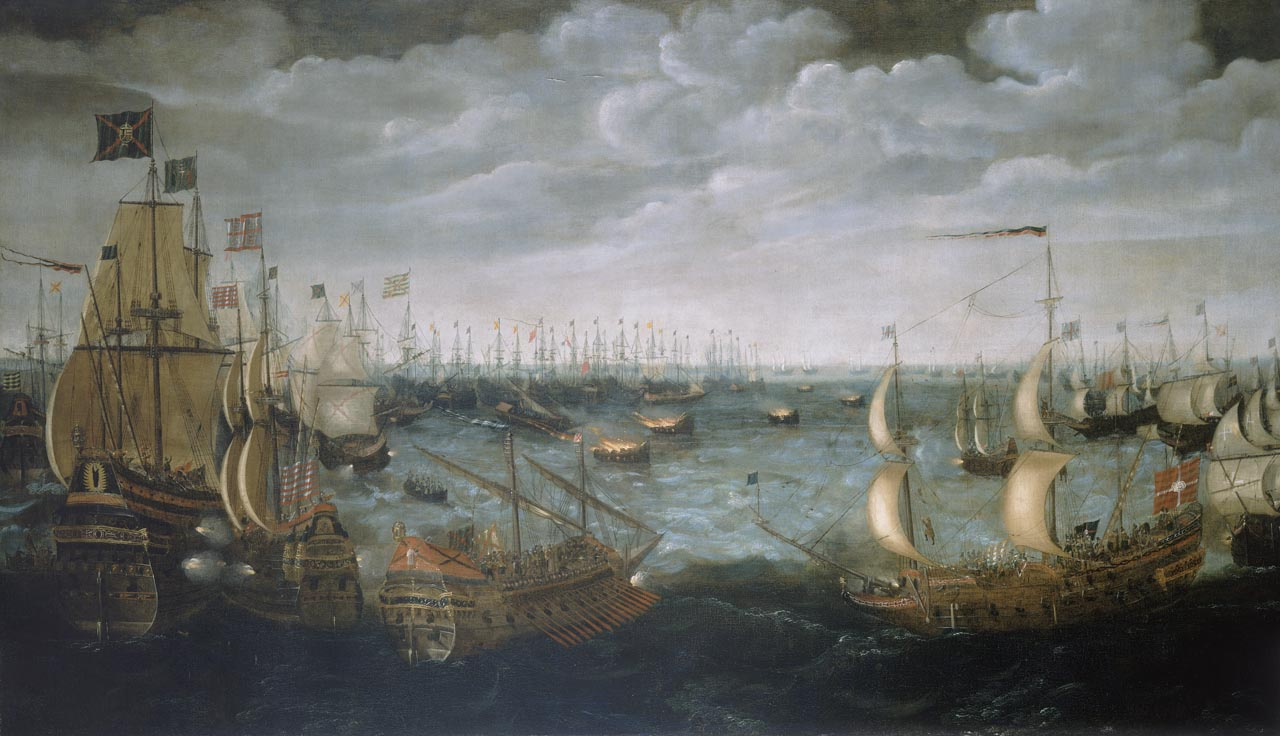
Cuộc chiến giữa chiến thuyền Anh và Tây Ban Nha, 7 tháng 8 năm 1588

Sau một hành trình khó khăn, White trở về Anh vào ngày 5 tháng 11 năm 1587.:371 Vào thời điểm này, các báo cáo về việc quân đội Tây Ban Nha đang huy động cho một cuộc tấn công vào Anh đã đến được London, và Nữ hoàng Elizabeth đã cấm bất kỳ tàu nào có thể rời khỏi nước Anh để họ có thể tham gia vào trận chiến sắp tới.:94:119–21
Trong suốt mùa đông, Grenville được cho phép dẫn đầu một hạm đội vào vùng biển Caribbe để tấn công người Tây Ban Nha, và White được phép đi cùng anh ta trong một con tàu tiếp tế. Hạm đội được thiết lập để hạ thủy vào tháng 3 năm 1588, nhưng xui thay, những cơn gió không thuận lợi đã giữ họ ở lại cảng cho đến khi Grenville nhận được lệnh mới ở lại và bảo vệ nước Anh. Hai trong số những con tàu nhỏ hơn trong hạm đội của Grenville, Brave và Roe, được cho là không thích hợp để chiến đấu, và White được phép đưa chúng đến Roanoke. Các con tàu khởi hành vào ngày 22 tháng 4, nhưng các thuyền trưởng của các con tàu định bắt giữ một số tàu Tây Ban Nha trong chuyến hành trình ra nước ngoài (để cải thiện lợi nhuận của họ). Vào ngày 6 tháng 5, họ bị tấn công bởi lính thủy đánh bộ Pháp, (hoặc cướp biển), gần Maroc. Gần hai chục thủy thủ đoàn đã thiệt mạng, và các nguồn cung cấp cho Roanoke đã bị cướp phá, khiến các con tàu phải quay trở lại Anh.:94–95
Sau thất bại của quân đội Tây Ban Nha vào tháng 8, nước Anh duy trì lệnh cấm vận chuyển để tập trung nỗ lực tổ chức Chiến binh phản công tấn công Tây Ban Nha vào năm 1589. White sẽ không được phép thực hiện một nỗ lực tiếp tế khác cho đến năm 1590..:97

### Sự do thám của Tây Ban Nha
Đế chế Tây Ban Nha đã thu thập thông tin tình báo về các thuộc địa Roanoke kể từ khi Grenville chiếm được Santa Maria de San Vicente vào năm 1585. Họ sợ rằng người Anh đã thiết lập thiên đường cho cướp biển ở Bắc Mỹ, nhưng không thể xác định được căn cứ như vậy.:60 Họ không có lý do gì để cho rằng thuộc địa của Lane đã bị bỏ hoang, hoặc rằng thuộc địa White sẽ được đặt ở cùng một vị trí.:88 Thật vậy, người Tây Ban Nha đã đánh giá rất cao sự thành công của người Anh ở Virginia; tin đồn cho rằng người Anh đã phát hiện ra một ngọn núi làm bằng kim cương và một con đường đến Thái Bình Dương.:95
Sau một nhiệm vụ do thám thất bại vào năm 1587, Vua Philip II của Tây Ban Nha đã ra lệnh cho Vicente González tìm kiếm Vịnh Chesapeake vào năm 1588. González không tìm thấy bất cứ thứ gì ở Chesapeake, nhưng trên đường trở về, ông tình cờ phát hiện ra Cảng Ferdinando dọc theo các Outer BAnk. Cảng dường như bị bỏ hoang và không có dấu hiệu hoạt động trên đảo Roanoke. González rời đi mà không tiến hành một cuộc điều tra kỹ lưỡng. Mặc dù người Tây Ban Nha tin rằng González đã xác định được căn cứ bí mật của Anh, nhưng việc quân đội Tây Ban Nha bị đánh bại khiến Phillip không thể lập tức ra lệnh tấn công nó. Năm 1590, có tin đồn là một kế hoạch được cho là nhằm phá hủy thuộc địa Roanoke và thiết lập thuộc địa của Tây Ban Nha ở Vịnh Chesapeake, nhưng đây chỉ là thông tin sai lệch được thiết kế để đánh lừa thông tin tình báo Anh.:95–98

### Sứ mệnh tiếp tế 1590

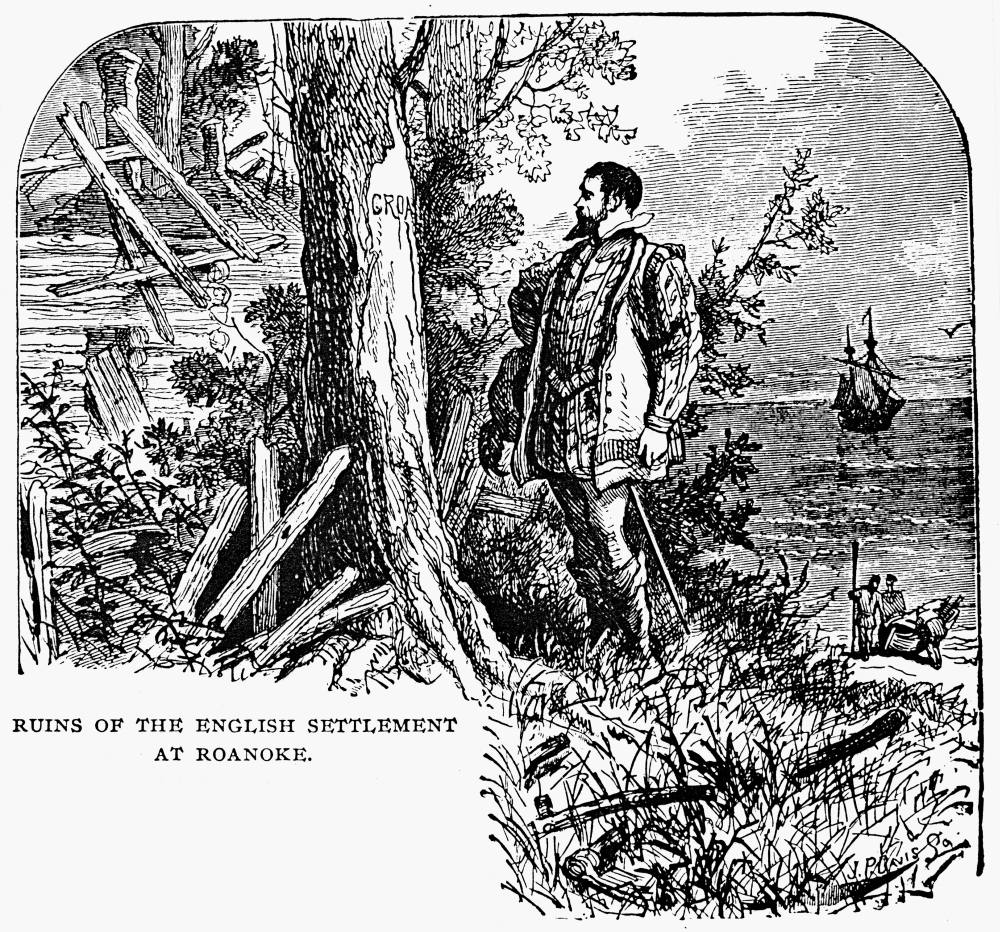
John White ở thuộc địa Roakoke, 1590

Cuối cùng, Raleigh sắp xếp cho White trong một chuyến thám hiểm riêng do John Watts tổ chức. Hạm đội sáu tàu sẽ dành cả mùa hè năm 1590 để đánh phá các tiền đồn của Tây Ban Nha ở Caribe, nhưng kỳ hạm Hopewell và Moonlight sẽ tách ra để đưa White đến thuộc địa của mình. Tuy nhiên, cùng lúc đó, Raleigh đang trong quá trình chuyển giao liên doanh cho các nhà đầu tư mới.:98
Hopewell và Moonlight thả neo tại Đảo Croatoan vào ngày 12 tháng 8, nhưng không có dấu hiệu cho thấy White đã sử dụng thời gian để liên lạc với Croatan để biết thông tin. Vào tối ngày 15 tháng 8, khi đang neo đậu ở cực bắc của Đảo Croatoan, các thủy thủ đoàn đã nhìn thấy những đám khói trên Đảo Roanoke; sáng hôm sau, họ điều tra một cột khói khác ở cực nam Croatoan, nhưng không tìm thấy gì. Nhóm đổ bộ của White đã dành hai ngày tiếp theo để cố gắng vượt qua Pamlico Sound với rất nhiều khó khăn và thiệt hại về nhân mạng. Vào ngày 17 tháng 8, họ nhìn thấy một đám cháy ở đầu phía bắc của Roanoke và chèo thuyền về phía nó, nhưng họ đến hòn đảo sau khi màn đêm buông xuống và quyết định không mạo hiểm vào bờ. Những người đàn ông đã qua đêm trên những chiếc thuyền đang thả neo của họ, hát những bài hát tiếng Anh với hy vọng rằng những người thuộc địa sẽ nghe thấy.:xvii–xix
White và những người khác đổ bộ vào sáng ngày 18 tháng 8 (sinh nhật lần thứ ba của cháu gái ông). Cả nhóm tìm thấy dấu vết mới trên cát, nhưng có vẻ không phải của những thực dân kia được. Họ cũng phát hiện ra các chữ cái "CRO" được khắc trên một cái cây. Khi đến địa điểm của thuộc địa, White lưu ý rằng khu vực này đã được củng cố bằng một hàng rào che chắn. Gần lối vào của hàng rào, từ "CROATOAN" được khắc trên một trong các trụ.:xix White chắc chắn rằng hai chữ khắc này có nghĩa là những người thực dân đã chuyển đến đảo Croatoan một cách hòa bình, vì họ đã đồng ý vào năm 1587 rằng những người thực dân sẽ để lại một "mã thông báo bí mật" cho biết điểm đến của họ.
Trong hàng rào, nhóm tìm kiếm thấy rằng những ngôi nhà đã bị tháo dỡ, và bất cứ thứ gì có thể mang theo đều đã bị dỡ bỏ. Một số hòm lớn (trong đó có ba chiếc thuộc White, chứa những đồ đạc mà ông để lại vào năm 1587) đã bị đào lên và cướp phá. Không tìm thấy thuyền nào của thuộc địa dọc theo bờ biển.:101Cả nhóm quay trở lại Hopewell vào tối hôm đó, và kế hoạch trở lại Croatoan vào ngày hôm sau. Tuy nhiên, dây cáp neo của Hopewell bị đứt, khiến con tàu chỉ còn một dây cáp và dây neo đang hoạt động. Nhiệm vụ tìm kiếm không thể tiếp tục do nguy cơ đắm tàu đáng kể. Moonlight khởi hành đến Anh, nhưng phi hành đoàn của Hopewell đã đề nghị một thỏa hiệp với White, trong đó họ sẽ nghỉ đông ở Caribê và quay trở lại Outer Banks vào mùa xuân năm 1591. Tuy nhiên, kế hoạch này đã thất bại khi Hopewell bị thổi bay., buộc họ phải dừng lại để tiếp tế ở Azores. Khi những cơn gió ngăn cản việc đổ bộ vào đất liền ở đó, con tàu một lần nữa buộc phải đổi hướng đi Anh, đến vào ngày 24 tháng 10 năm 1590.:102–03

## Cuộc điều tra về Roanoke

### 1595–1602: Walter Raleigh

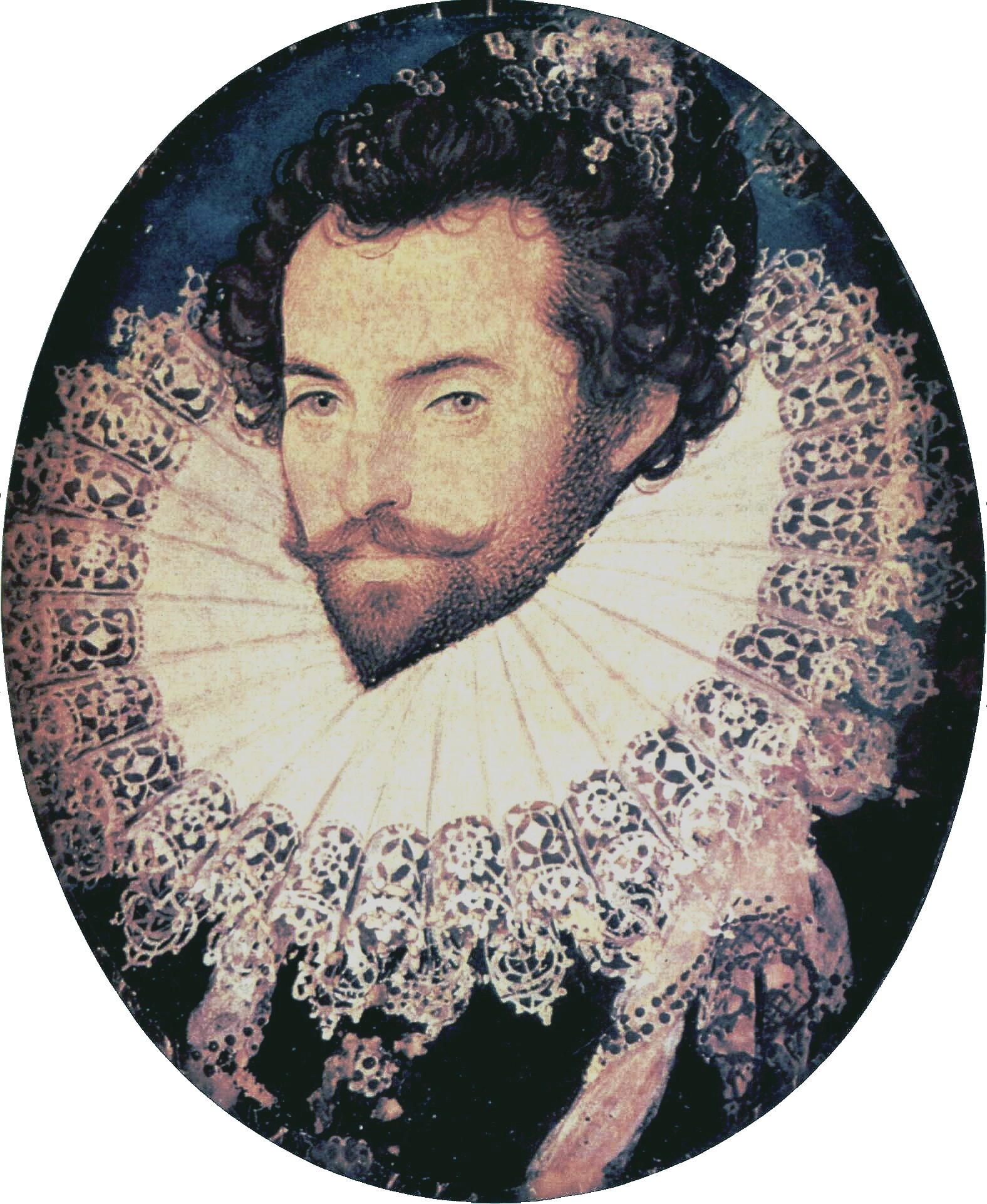
Sir Walter Raleigh

Mặc dù White đã không xác định được vị trí của những người thuộc địa của mình vào năm 1590, nhưng báo cáo của ông cho thấy họ chỉ đơn giản là đã di dời và có thể được tìm thấy còn sống. Tuy nhiên, nó phục vụ cho mục đích của Raleigh là giữ cho vấn đề trong tình trạng nghi ngờ; miễn là không thể chứng minh được những người định cư đã chết, anh ta có thể duy trì một cách hợp pháp yêu sách của mình đối với Virginia.:111 Tuy nhiên, một bản kiến nghị năm 1594 đã được đưa ra để tuyên bố Ananias Dare đã chết một cách "hợp pháp: để con trai của ông, John Dare, có thể thừa kế gia sản của ông. Đơn thỉnh cầu được cấp vào năm 1597.:225–26
Trong chuyến đi xuyên Đại Tây Dương đầu tiên của Raleigh vào năm 1595, ông tuyên bố đang tìm kiếm những người thuộc địa đã mất của mình, mặc dù ông thừa nhận đây là thông tin sai lệch để che đậy việc tìm kiếm El Dorado. Trong chuyến hành trình trở về, anh ta đi thuyền qua Outer Banks, và sau đó tuyên bố rằng thời tiết đã ngăn cản anh ta ssoor bộ.:111
Raleigh sau đó đã tìm cách thực thi độc quyền của mình đối với Virginia - dựa trên khả năng tồn tại của thực dân Roanoke - khi giá cây xá xị tăng vọt. Ông đã tài trợ một sứ mệnh năm 1602 cho các Outer Bank, với mục tiêu đã nêu là tiếp tục tìm kiếm.:112–13 Được dẫn dắt bởi Samuel Mace, chuyến thám hiểm này khác với những chuyến đi trước ở chỗ Raleigh mua tàu riêng của mình và đảm bảo tiền lương cho các thủy thủ để họ không bị phân tâm bởi việc tư nhân.:130 Tuy nhiên, hành trình và bảng kê khai của con tàu cho thấy ưu tiên hàng đầu của Raleigh là thu hoạch cây xá xị ở xa về phía nam của Đảo Croatoan. Vào thời điểm Mace đến gần Hatteras, thời tiết xấu khiến họ không thể nán lại khu vực này.:113Năm 1603, Raleigh bị dính líu đến Âm mưu chính và bị bắt vì tội phản bội Vua James, chấm dứt hiến chương Virginia của ông.:147–48

### 1603: Bartholomew Gilbert
Có một cuộc thám hiểm cuối cùng vào năm 1603 do Bartholomew Gilbert dẫn đầu với ý định tìm kiếm những người thuộc địa Roanoke. Điểm đến dự định của họ là Vịnh Chesapeake, nhưng thời tiết xấu buộc họ phải đổ bộ ở một địa điểm không xác định gần đó. Đội đổ bộ, bao gồm cả bản thân Gilbert, bị giết bởi một nhóm người Mỹ bản địa không rõ lý do vào ngày 29 tháng 7. Các phi hành đoàn còn lại buộc phải trở về Anh tay không.:50

### 1607–1609: John Smith

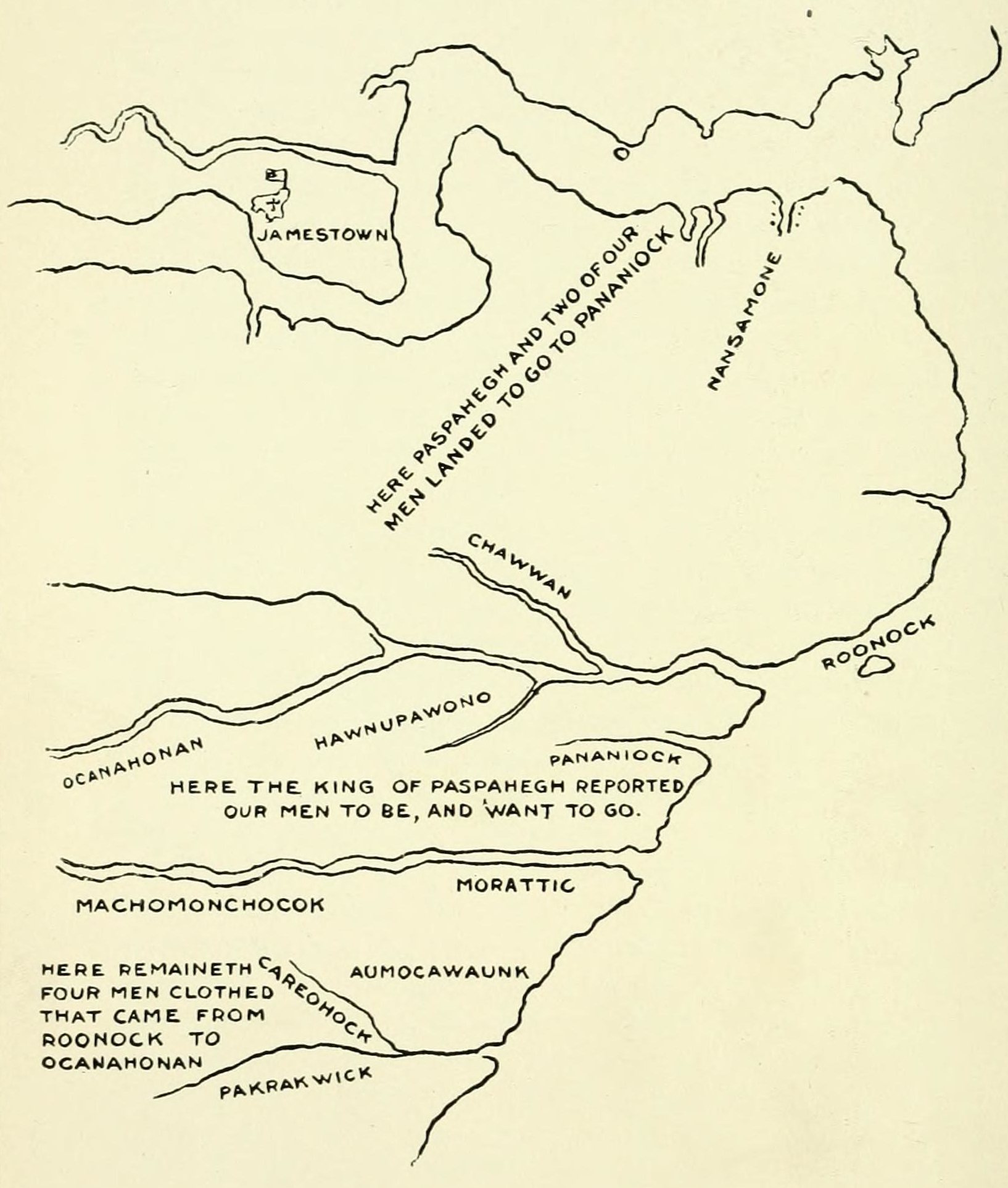
Bản đồ Zúñiga

Sau khi thành lập khu định cư Jamestown vào năm 1607, John Smith bị bắt bởi Powhatan và gặp cả thủ lĩnh của họ là Wahunsenacawh (thường được gọi là "Chief Powhatan") và anh trai của ông ta là Opchanacanough. Họ mô tả cho anh ta một nơi gọi là "Ocanahonan", nơi những người đàn ông mặc quần áo kiểu châu Âu; và "Anone", nơi có những ngôi nhà có tường bao quanh. Sau đó, sau khi Smith trở lại thuộc địa, anh ta đã sắp xếp với Wowinchopunk, vua của Paspahegh, để điều tra "Panawicke", một nơi khác được cho là nơi sinh sống của những người đàn ông mặc Âu phục. Thuộc địa đã tạo ra một bản đồ thô của khu vực với nhãn cho những ngôi làng này. Bản đồ cũng có một địa điểm được gọi là "Pakrakanick" với ghi chú cho biết, "Ở đây tái hiện 4 người đàn ông mặc quần áo đến từ Roonocok đến Ocanahawan.":128–33
Vào mùa hè năm 1608, Smith đã gửi một lá thư về thông tin này, cùng với bản đồ, trở lại Anh. Bản đồ gốc hiện đã bị thất lạc, nhưng một bản sao đã được Pedro de Zúñiga, đại sứ Tây Ban Nha tại Anh, người đã chuyển nó cho Vua Philip III của Tây Ban Nha. Bản sao, ngày nay thường được gọi là "Bản đồ Zúñiga", được phát hiện lại vào năm 1890.:129, 131
Smith đã lên kế hoạch khám phá Pakrakanick, nhưng một cuộc tranh cãi với Paspahegh đã kết thúc nhiệm vụ trước khi nó có thể bắt đầu. Anh ta cũng cử hai nhóm tìm kiếm, có thể là tìm kiếm những ngôi làng khác được báo cáo cho anh ta, với chỉ dẫn để tìm "công ty đã mất của Ngài Walter Rawley". Cả hai nhóm đều không thể tìm thấy bất kỳ dấu hiệu nào của thực dân Roanoke sống trong khu vực.:151, 154
Dựa trên thông tin tình báo này, cũng như báo cáo trước đó của Smith, Hội đồng đã soạn thảo lệnh cho thuộc địa Jamestown phải di dời. Những mẹnh lệnh này đề nghị "Ohonahorn" (hoặc "Oconahoen"), gần cửa sông Chowan, làm căn cứ mới. Trong số những lợi thế có chủ đích của vị trí này là gần "mỏ Riche Copper của Ritanoc" và "Peccarecamicke", nơi bốn người thuộc địa của Raleigh được cho là do một thủ lĩnh tên là "Gepanocon" giam giữ..:120–22 :16–17

### 1610–1612: William Strachey
William Strachey đến Jamestown, cùng với Gates và Machumps, vào tháng 5 năm 1610. Đến năm 1612, ông trở lại Anh, nơi ông viết cuốn Lịch sử của Travaile thành Virginia Britannia, tổng quan về lãnh thổ Virginia.:120–22Ông mô tả "Peccarecamek", "Ochanahoen", "Anoeg" và "Ritanoe" theo cách phù hợp với bản đồ của Smith và mệnh lệnh của Hội đồng Virginia đối với Gates. Tuy nhiên, Strachey đã giới thiệu chi tiết bổ sung về "cuộc tàn sát ở Roanoak".:26, 48
Strachey cho rằng những người thuộc địa đã mất đã trải qua hai mươi năm chung sống hòa bình với một bộ tộc bên ngoài lãnh thổ Powhatan. Wahunsenacawh, anh ta tuyên bố, đã thực hiện vụ tấn công vô cớ theo đề nghị của các linh mục của mình, ngay trước khi thực dân Jamestown đến. Dựa trên lời kể này, bảy người Anh — bốn nam, hai nam và một nữ — sống sót sau cuộc tấn công và chạy trốn lên sông Chowan. Sau đó, họ dưới sự bảo vệ của một thủ lĩnh tên là "Eyanoco", người mà họ đã đánh đồng tại "Ritanoe".:26, 85–86
Lịch sử của Travaile không bao giờ trực tiếp xác định bộ lạc được cho là đã tiếp nhận những người thuộc địa Roanoke. Tuy nhiên, Strachey đã mô tả một cuộc tấn công chống lại người Chesepians, trong đó các linh mục của Wahunsenacawh đã cảnh báo anh ta rằng một quốc gia sẽ xuất hiện ở Vịnh Chesapeake để đe dọa quyền thống trị của anh ta.:101 Người ta suy ra rằng những người thuộc địa đã chuyển đến Chesapeake, và cả hai nhóm đều bị thảm sát trong cùng một cuộc tấn công.:367–68
Strachey tin rằng tôn giáo Powhatan vốn dĩ là Satan, và các linh mục có thể hiệp thông với Satan theo đúng nghĩa đen. Ông vận động cho nước Anh để tạo điều kiện thuận lợi cho việc cải đạo của người Powhatans sang Cơ đốc giáo. Cuối cùng, ông đề xuất một kế hoạch trong đó Vua James sẽ bày tỏ lòng thương xót đối với người dân Powhatan vì cuộc tàn sát của thực dân Roanoke, nhưng yêu cầu trả thù các linh mục..:83–86

### 1625: Samuel Purchas

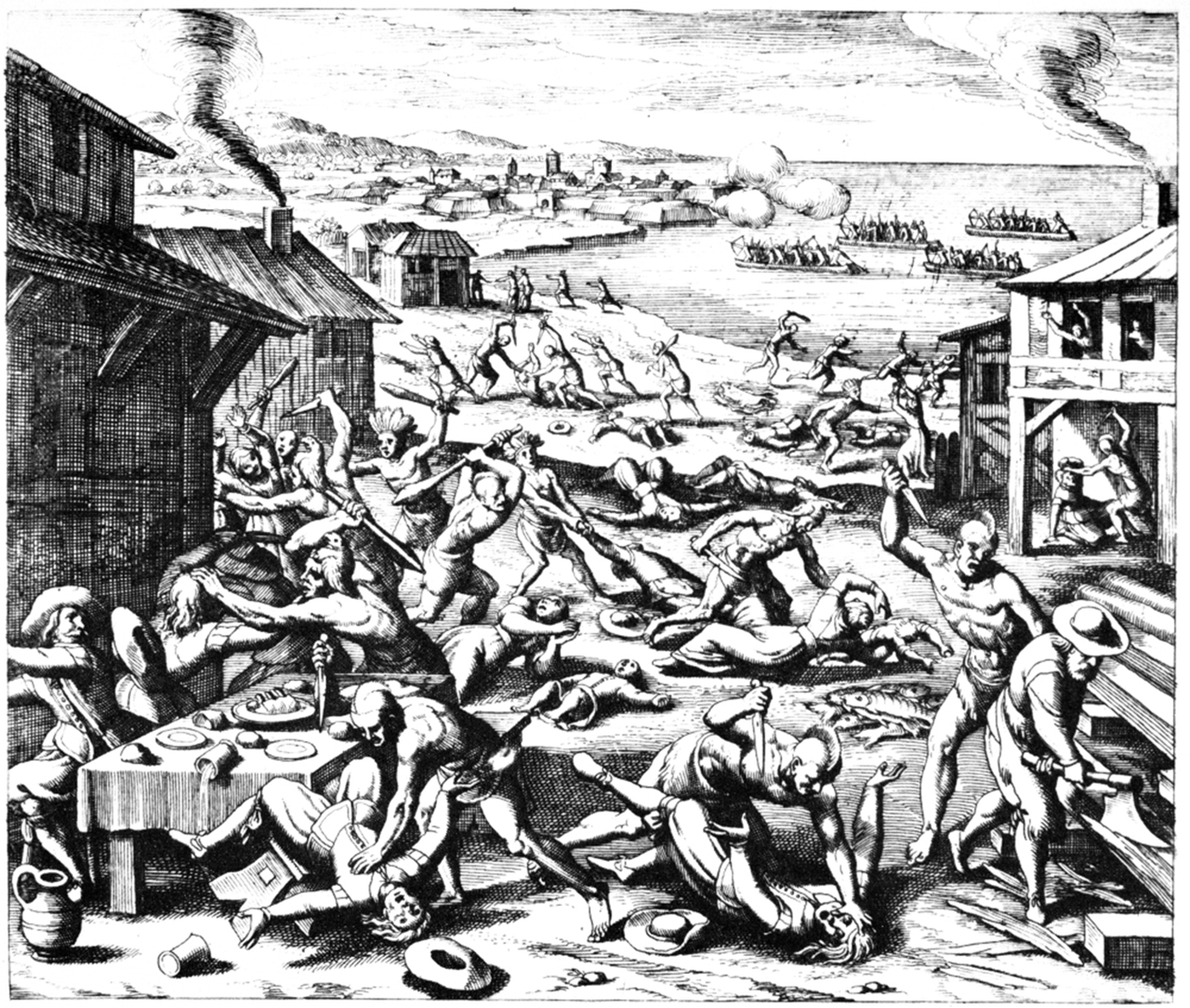
Powhatan tấn công ở Jamestown

Sau khi Powhatan tấn công Jamestown vào năm 1622, đã có một sự thay đổi đáng kể trong các bài bình luận bằng tiếng Anh về người Mỹ bản địa, khi các nhà văn ngày càng đặt câu hỏi về nhân loại của họ. Công ty London đã tài trợ cho tuyên truyền lập luận rằng vụ thảm sát đã biện minh cho hành động trả đũa diệt chủng, để đảm bảo với những người ủng hộ tiềm năng rằng khoản đầu tư của họ vào thuộc địa sẽ an toàn..:453–54:265
Trong bối cảnh đó, Samuel Purchas đã viết Virginia's Verger vào năm 1625, khẳng định quyền chiếm hữu và khai thác yêu sách Bắc Mỹ của nước Anh. Ông lập luận rằng người bản địa, với tư cách là một chủng tộc, đã mất quyền có đất của họ do đổ máu, với lý do cuộc phục kích năm 1586 vào đồn Grenville, một cuộc tấn công được cho là nhằm vào thực dân của Da trắng và vụ thảm sát Jamestown năm 1622. ":228–29

### 1701–1709: John Lawson
Giao thông đường biển qua Đảo Roanoke đã suy giảm vào thế kỷ 17 do vùng biển nguy hiểm của các Outer Bank.:126 Năm 1672, lối vào giữa Quần đảo Hatorask và Croatoan đóng cửa, và vùng đất được tạo ra được gọi là Đảo Hatteras.:180
Trong chuyến thám hiểm miền bắc Carolina năm 1701–1709 của John Lawson, ông đã đến thăm Đảo Hatteras và chạm trán với người Hatteras. Mặc dù có bằng chứng về hoạt động của châu Âu tại các Outerr Bank trong suốt thế kỷ 17, Lawson là nhà sử học đầu tiên điều tra khu vực này kể từ khi White rời đi vào năm 1590..:181–82 Lawson rất ấn tượng với ảnh hưởng của văn hóa Anh trên Hatteras. Họ báo cáo rằng một số tổ tiên của họ từng là người da trắng, và một số người trong số họ có đôi mắt màu xám, ủng hộ tuyên bố này. Lawson đưa ra giả thuyết rằng các thành viên của thuộc địa năm 1587 đã hòa nhập vào cộng đồng này sau khi họ mất hy vọng lấy lại liên lạc với nước Anh.:62 Trong khi đi thăm đảo Roanoke, Lawson báo cáo rằng đã tìm thấy tàn tích của một pháo đài, cũng như tiền xu, súng cầm tay và một chiếc sừng.:138

## Nghiên cứu thời nay
Nghiên cứu về sự biến mất của những người thuộc địa năm 1587 phần lớn kết thúc với cuộc điều tra năm 1701 của Lawson. Mối quan tâm mới mẻ đến Thuộc địa trong thế kỷ 19 cuối cùng đã dẫn đến một loạt các phân tích học thuật.

### 1800s–1950: Khu vực bảo tồn

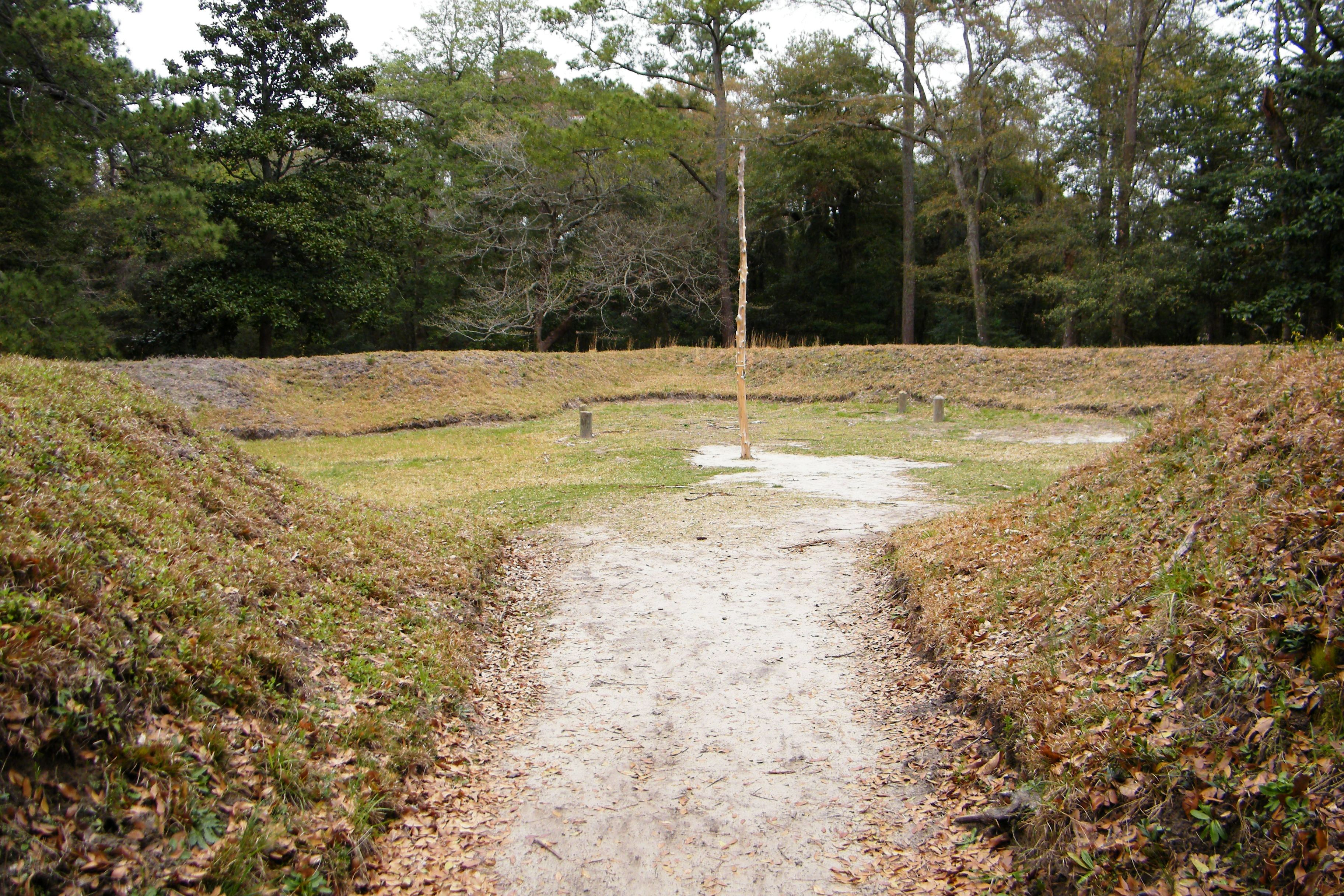
Công việc tái tạo lại Di tích Lịch sử Quốc gia Pháo đài Raleigh

Những tàn tích mà Lawson gặp phải vào năm 1701 cuối cùng đã trở thành một điểm thu hút khách du lịch. Tổng thống James Monroe đã đến thăm địa điểm này vào ngày 7 tháng 4 năm 1819. Trong những năm 1860, du khách mô tả "pháo đài" đã xuống cấp chỉ giống như một công trình xây dựng bằng đất có hình dạng của một pháo đài nhỏ, và báo cáo các lỗ được đào để tìm kiếm các di tích có giá trị. Việc sản xuất bộ phim câm The Lost Colony năm 1921 và việc phát triển đường xá đã làm hư hại thêm địa điểm này. Vào những năm 1930, J. C. Harrington chủ trương phục hồi và bảo tồn công việc đào đắp.:135–41 National Park Service bắt đầu quản lý khu vực vào năm 1941, chỉ định nó là Địa điểm Lịch sử Quốc gia Pháo đài Raleigh. Vào năm 1950, công trình đào đất đã được tái thiết với nỗ lực khôi phục lại kích thước và hình dạng ban đầu của nó.

### 1887–nay: Bằng chứng trong khảo cổ

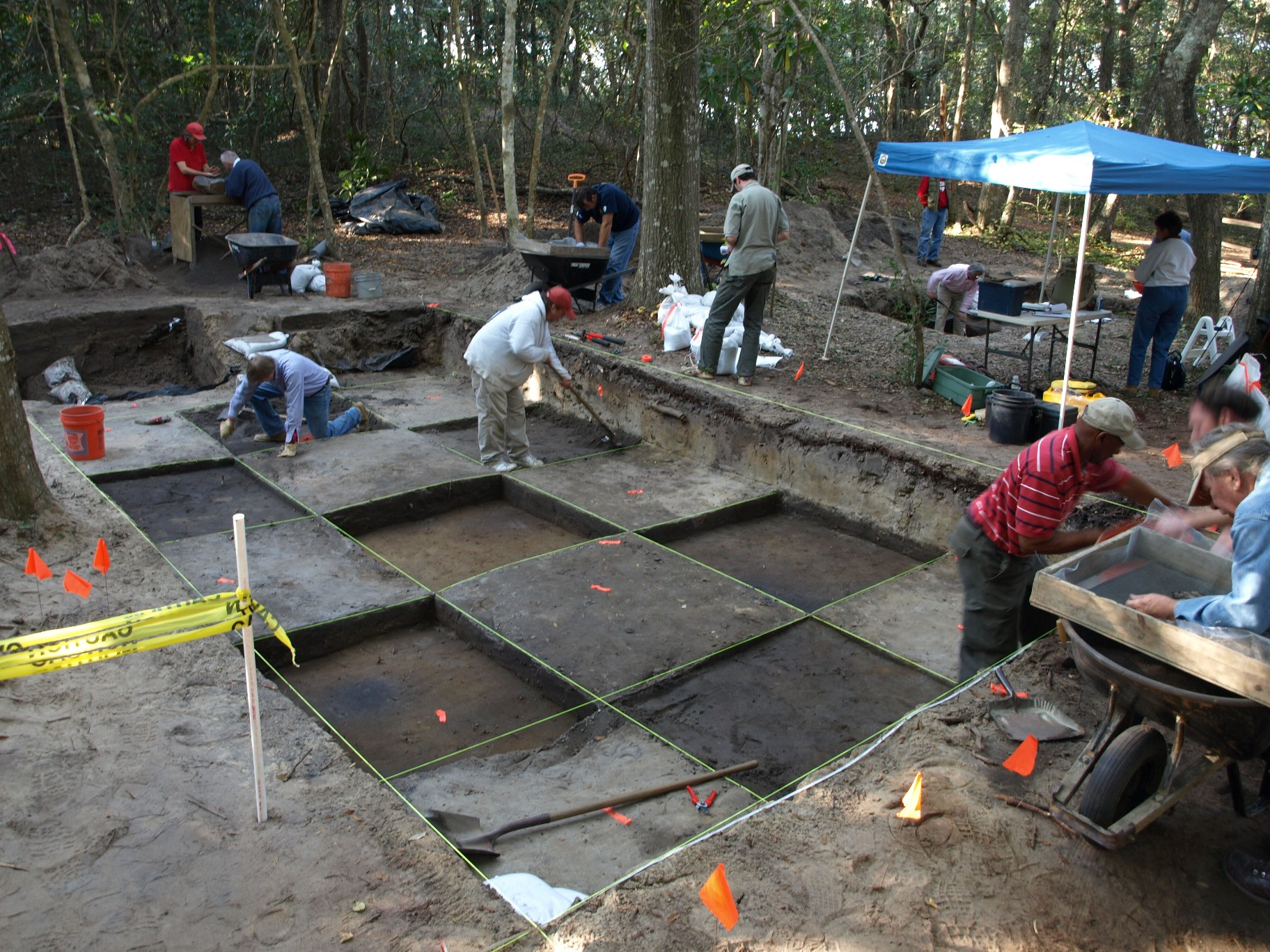
Nghiên cứu khảo cổ đào tại Di tích Lịch sử Quốc gia Pháo đài Raleigh (2009)

Nghiên cứu khảo cổ học trên đảo Roanoke chỉ bắt đầu khi Talcott Williams phát hiện ra một khu chôn cất người Mỹ bản địa vào năm 1887. Ông quay lại vào năm 1895 để khai quật pháo đài, nhưng không tìm thấy gì hay ho cả. Ivor Noël Hume sau đó đã đưa ra một số phát hiện hấp dẫn vào những năm 1990, nhưng không có phát hiện nào có thể liên kết tích cực với thuộc địa năm 1587, trái ngược với tiền đồn năm 1585.:138–42
Sau khi cơn bão Emily làm lộ ra một số hiện vật của người Mỹ bản địa dọc theo Cape Creek ở Buxton, North Carolina, nhà nhân chủng học David Sutton Phelps Jr đã tổ chức một cuộc khai quật vào năm 1995. Phelps và nhóm của ông đã phát hiện ra một chiếc nhẫn vào năm 1998, ban đầu dường như là một chiếc nhẫn bằng vàng mang biểu tượng của một gia đình Kendall vào thế kỷ 16.:184–89 Phát hiện này được coi là một khám phá mang tính bước ngoặt, nhưng Phelps chưa bao giờ công bố một bài báo nào về phát hiện của mình, và đã bỏ qua việc kiểm tra chính xác chiếc nhẫn. Phân tích bằng tia X vào năm 2017 đã chứng minh chiếc nhẫn là đồng thau, không phải vàng và các chuyên gia không thể xác nhận mối liên hệ bị cáo buộc với huy hiệu Kendall. Giá trị thấp và tính ẩn danh tương đối của chiếc nhẫn khiến việc kết hợp một cách rõ ràng với bất kỳ người cụ thể nào trong các chuyến đi của Roanoke trở nên khó khăn hơn, do đó làm tăng khả năng nó có thể được đưa đến Thế giới mới sau này.:199–205
Một thách thức đáng kể đối với các nhà khảo cổ học khi tìm kiếm thông tin về những người thuộc địa năm 1587 là nhiều đồ tạo tác phổ biến có thể có nguồn gốc chính đáng từ thuộc địa năm 1585, hoặc từ những người Mỹ bản địa buôn bán với các khu định cư châu Âu khác trong cùng thời đại. Andrew Lawler gợi ý rằng một ví dụ về một phát hiện kết luận sẽ là hài cốt phụ nữ (vì thuộc địa năm 1585 chỉ có nam giới) được chôn cất theo truyền thống Cơ đốc giáo (nằm ngửa, theo hướng đông-tây) có thể có niên đại trước năm 1650 (theo đó người châu Âu đã lan rộng khắp khu vực).:182 Tuy nhiên, rất ít hài cốt người dưới bất kỳ hình thức nào được phát hiện tại các địa điểm liên quan đến Thuộc địa đã mất.:313
Một giải thích có thể cho sự thiếu hụt nghiêm trọng trong các bằng chứng khảo cổ học là xói mòn bờ biển. Bờ biển phía bắc của đảo Roanoke, nơi tọa lạc của các thuộc địa Lane và White, đã mất 283 mét từ năm 1851 đến năm 1970. Suy rộng ra từ xu hướng này trở lại những năm 1580, có thể một phần của các khu định cư hiện đang ở dưới nước, cùng với bất kỳ hiện vật hoặc dấu hiệu của sự sống.

### 2011–2019: Khu vực X
Vào tháng 11 năm 2011, các nhà nghiên cứu tại First Colony Foundation đã nhận thấy hai bản vá sửa chữa trên bản đồ La Virginea Pars năm 1585 của White. Theo yêu cầu của họ, bảo tàng British Museum kiểm tra bản đồ ban đầu với một bảng ánh sáng. Một trong những miếng vá, ở hợp lưu của sông Roanoke và Chowan, được tìm thấy để che một biểu tượng đại diện cho một pháo đài.
Vì biểu tượng không theo tỷ lệ, nó bao gồm một khu vực trên bản đồ đại diện cho hàng nghìn mẫu Anh ở Bertie County, North Carolina. Tuy nhiên, vị trí được cho là ở trong hoặc gần làng Weapemeoc của thế kỷ 16, Mettaquem. Vào năm 2012, khi một nhóm chuẩn bị khai quật nơi biểu tượng được chỉ ra, nhà khảo cổ học Nicholas Luccketti đề nghị họ đặt tên cho địa điểm là "Địa điểm X", theo kiểu "X marks the spot.":176–77
Trong một tuyên bố vào tháng 10 năm 2017, First Colony Foundation cho biết đã tìm thấy những mảnh vỡ của đồ gốm và vũ khí Tudor tại Địa điểm X, và kết luận rằng những mảnh vỡ này cho thấy một nhóm nhỏ người thuộc địa đang cư trú hòa bình trong khu vực. Thách thức đối với nghiên cứu này là loại trừ một cách thuyết phục khả năng những phát hiện như vậy không được mang đến khu vực này bởi thuộc địa 1585 Lane, hoặc trạm giao dịch được thành lập bởi Nathaniel Batts vào những năm 1650.:174–82 Vào năm 2019, Quỹ đã công bố kế hoạch mở rộng nghiên cứu sang vùng đất đã được tặng cho Bắc Carolina là Khu vực tự nhiên của Bang Salmon Creek.

### 1998: Nghiên cứu khí hậu
Năm 1998, một nhóm nghiên cứu do nhà khí hậu học David W. Stahle (thuộc Đại học Arkansas) và nhà khảo cổ học Dennis B. Blanton (thuộc Đại học William và Mary) đứng đầu đã kết luận rằng một trận hạn hán cực đoan đã xảy ra ở Tidewater từ năm 1587 đến 1589. Nghiên cứu của họ đo các vòng sinh trưởng từ một mạng lưới các cây bách hói, tạo ra dữ liệu từ 1185 đến 1984. Cụ thể, năm 1587 được đo là mùa sinh trưởng tồi tệ nhất trong toàn bộ khoảng thời gian 800 năm. Các phát hiện được coi là phù hợp với những lo ngại mà người Croatan bày tỏ về nguồn cung cấp thực phẩm của họ.

### 2005–2019: Phân tích gen
Từ năm 2005, nhà khoa học máy tính Roberta Estes đã thành lập một số tổ chức phân tích ADN và nghiên cứu phả hệ. Sự quan tâm của bà đến sự biến mất của thuộc địa năm 1587 đã thúc đẩy nhiều dự án khác nhau nhằm thiết lập mối liên hệ di truyền giữa những người thuộc địa và hậu duệ người Mỹ bản địa tiềm năng. Việc kiểm tra DNA cho mục đích này là không đáng tin cậy, vì rất ít vật chất di truyền của những người khai hoang sẽ còn sót lại sau 5 hoặc 6 thế hệ. Tuy nhiên, xét nghiệm nhiễm sắc thể Y và DNA của ty thể đáng tin cậy hơn trong một khoảng thời gian lớn. Thách thức chính của công việc này là thu được một điểm so sánh di truyền, từ hài cốt của một Người Thuộc địa Đã mất hoặc một trong những hậu duệ của họ. Mặc dù có thể tưởng tượng được trình tự DNA từ các xương 430 năm tuổi, nhưng vẫn chưa có xương nào từ Thuộc địa đã mất để làm việc với. Tính đến năm 2019, dự án vẫn chưa xác định được bất kỳ hậu duệ nào còn sống.:311–14

## Những giả thuyết về sự biến mất...
It's the Area 51 of colonial history.— Adrian Masters (historian, University of Texas):110

Không có bằng chứng về việc di dời hoặc Thuộc địa đã mất bị phá hủy, những suy đoán về số phận của họ đã tồn tại từ những năm 1590. Vấn đề này đã trở nên nổi tiếng trong giới học thuật vì thu hút sự ám ảnh và chủ nghĩa giật gân mà ít mang lại lợi ích cho học thuật.
Phỏng đoán về Những người thực dânbị mất tích thường bắt đầu với những sự thật đã biết về vụ án. Khi White quay trở lại thuộc địa vào năm 1590, không có dấu hiệu của trận chiến hoặc rút lui dưới sự cưỡng ép, mặc dù địa điểm đã được củng cố. Không có xác người hoặc ngôi mộ được báo cáo trong khu vực, cho thấy tất cả mọi người đều còn sống. Thông báo "CROATOAN" phù hợp với thỏa thuận với White để chỉ ra nơi tìm kiếm họ, cho thấy họ mong đợi White tìm kiếm họ và muốn được tìm thấy.:324–26

### Powhatan tấn công ở Vịnh Chesapeake

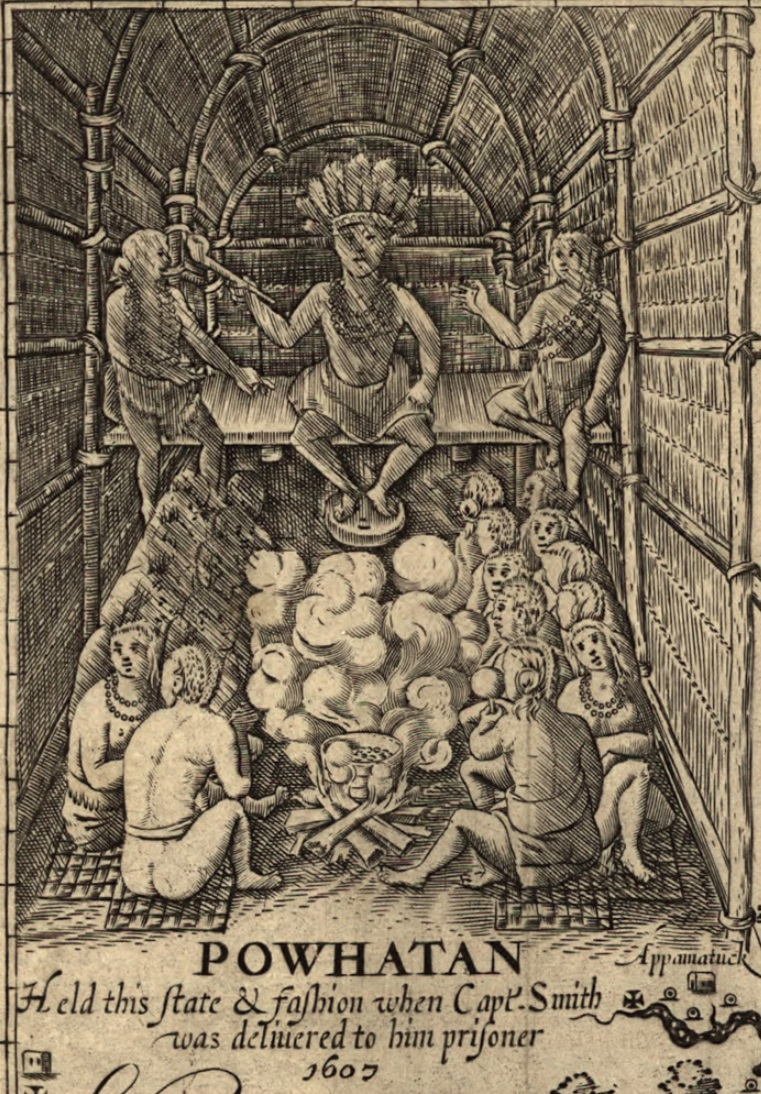
Tộc trưởng Powhatan, chi tiết về bản đồ được công bố bởi John Smith (1612)

David Beers Quinn kết luận rằng những người thực dân năm 1587 đã tìm cách di dời đến điểm đến ban đầu của họ - Vịnh Chesapeake - bằng cách sử dụng ngọn lửa và những chiếc thuyền nhỏ khác để vận chuyển bản thân và đồ đạc của họ. Một nhóm nhỏ sẽ đóng quân tại Croatoan để chờ White trở về và hướng dẫn anh ta đến thuộc địa mới. Sau khi White không xác định được vị trí của bất kỳ người thuộc địa nào, những người thuộc địa ở Céappeakke sẽ nhanh chóng hòa nhập với người Chesepia, trong khi những người thực dân Croatoan sẽ hòa nhập vào bộ tộc Croatan.
Quinn cho rằng chuyến đi năm 1602 của Samuel Mace có thể đã mạo hiểm đến Vịnh Chesapeake và bắt cóc Powhatans để mang về Anh. Từ đó những kẻ bắt cóc này có thể liên lạc với Thomas Harriot, và có thể tiết lộ rằng những người châu Âu đang sống trong khu vực. Quinn hiển nhiên tin rằng những hoàn cảnh như thế này là cần thiết để giải thích sự lạc quan về sự sống sót của những người thuộc địa sau năm 1603.
Mặc dù Strachey cáo buộc Wahunsenacawh đã tàn sát những người thuộc địa và người Chesepia trong các đoạn riêng biệt, Quinn quyết định rằng những sự kiện này xảy ra trong một cuộc tấn công duy nhất vào một cộng đồng tích hợp, vào tháng 4 năm 1607. Ông cho rằng Wahunsenacawh có thể đang tìm cách trả thù cho những vụ bắt cóc đầu cơ của Mace. Theo ước tính của Quinn, John Smith là người đầu tiên biết về vụ thảm sát, nhưng vì những cân nhắc chính trị, ông đã lặng lẽ báo cáo trực tiếp với Vua James thay vì tiết lộ nó trong các bài viết đã xuất bản của mình..:341–77 Bất chấp danh tiếng của Quinn về chủ đề này, các đồng nghiệp của anh ấy tỏ ra dè dặt về lý thuyết của anh ấy, lý thuyết này chủ yếu dựa vào các báo cáo của Strachey và Purchas.:132

### Hòa nhập với các bộ lạc địa phương

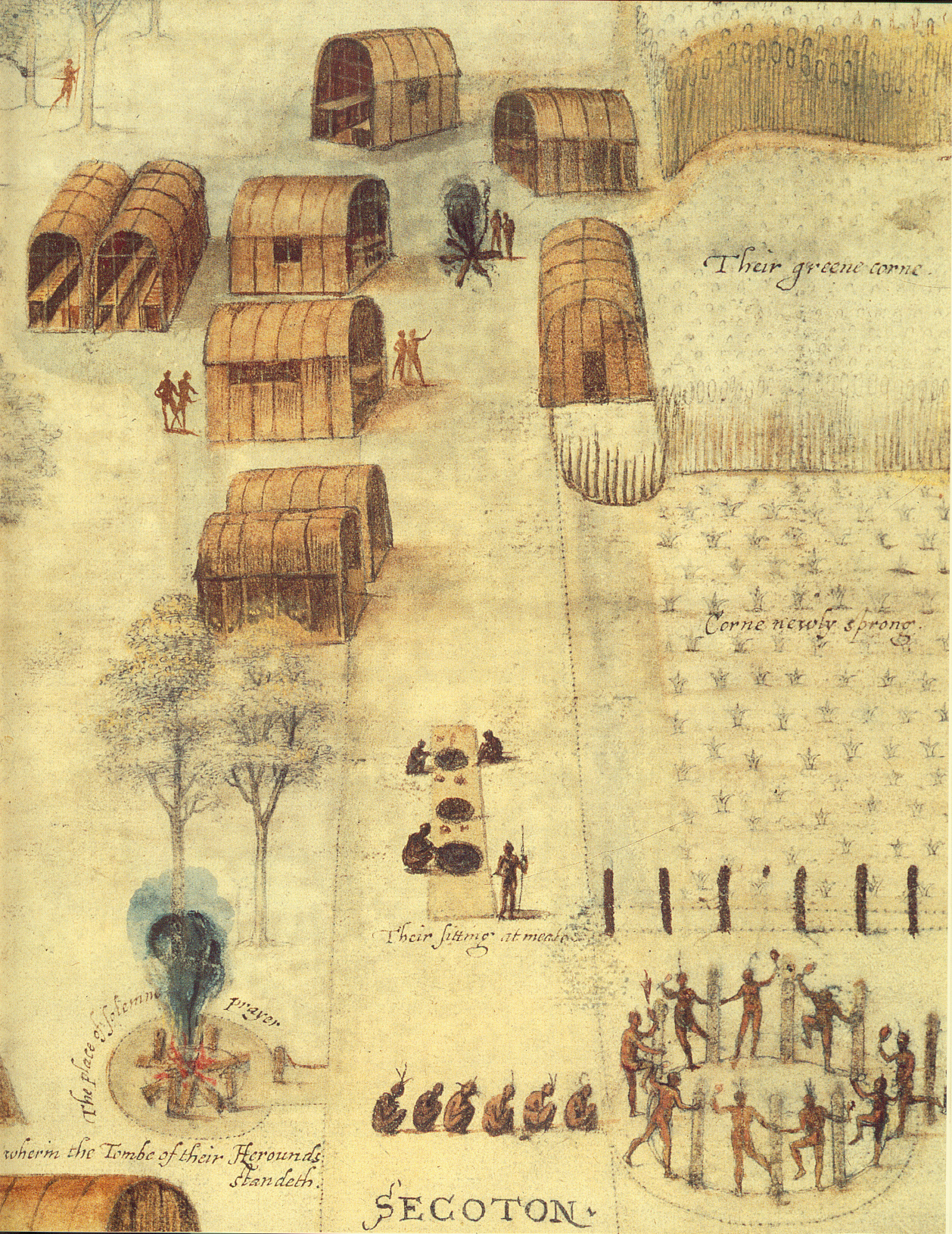
Bức phác thảo màu về làng Secotan, vẽ bởi John White

Mọi người đã xem xét khả năng rằng những người thực dân mất tích có thể đã hòa nhập vào các bộ lạc thổ dân châu Mỹ gần đó kể từ ít nhất là năm 1605.:113Nếu sự hội nhập này thành công, những người thuộc địa bị đồng hóa sẽ dần cạn kiệt nguồn cung cấp châu Âu (đạn dược, quần áo) và loại bỏ văn hóa châu Âu (ngôn ngữ, phong cách ăn mặc, nông nghiệp) vì lối sống Algonquian trở nên thuận tiện hơn.:328 Thời thuộc địa, người châu Âu quan sát thấy rằng nhiều người bị thổ dân châu Mỹ loại bỏ khỏi xã hội châu Âu trong một khoảng thời gian đáng kể — ngay cả khi bị bắt hoặc bị làm nô lệ — miễn cưỡng quay trở lại; điều ngược lại hiếm khi đúng. Vì vậy, hợp lý khi mặc định rằng, nếu những người thuộc địa bị đồng hóa, họ hoặc con cháu của họ sẽ không tìm cách tái hòa nhập với những người Anh định cư tiếp theo..:328
Hầu hết các nhà sử học ngày nay tin rằng đây là kịch bản có khả năng xảy ra nhất cho số phận của những người thực dân còn sống sót.:329 Tuy nhiên, điều này lại mở ra câu hỏi về việc những người dân thuộc địa đã đồng hóa với bộ lạc nào. Người ta chấp nhận rộng rãi rằng người Croatan là tổ tiên của người Hatteras thế kỷ 18, mặc dù bằng chứng về điều này chỉ là ngẫu nhiên.:180 Bộ tộc Roanoke-Hatteras ngày nay được xác định là hậu duệ của cả Croatan và Lost Colonists theo cách gọi của Hatteras.:339–44
Một số bản đồ thế kỷ 17 sử dụng từ "Croatoan" để mô tả các địa điểm trên đất liền, qua Pamlico Sound từ Roanoke và Hatteras. Đến năm 1700, những khu vực này được liên kết với Machapunga.:334 Truyền thống và truyền thuyết truyền miệng về sự di cư của người Croatan qua đất liền rất phổ biến ở phía đông Bắc Carolina.:137 Ví dụ, "Legend of the Coharie" ở hạt Sampson được Edward M. Bullard phiên âm vào năm 1950.:102–10
Nổi tiếng hơn, vào những năm 1880, nhà lập pháp bang Hamilton McMillan đề xuất rằng cộng đồng người Mỹ bản địa ở Quận Robeson (khi đó được coi là người da màu tự do) giữ lại họ và các đặc điểm ngôn ngữ từ những người thực dân năm 1587.. Những nỗ lực của ông đã thuyết phục cơ quan lập pháp Bắc Carolina công nhận bộ lạc cho cộng đồng vào năm 1885, với tên gọi mới là "Croatan". Bộ lạc đã yêu cầu được đổi tên vào năm 1911, cuối cùng được đặt tên là Lumbee vào năm 1956.:301–07
Các bộ lạc khác được cho là có liên hệ với thực dân Roanoke bao gồm Catawba và Coree.:128 Samuel A'Court Ashe tin rằng thực dân đã di dời về phía tây đến bờ sông Chowan ở quận Bertie, và Conway Whittle Sams tuyên bố rằng sau khi bị tấn công bởi Wanchese và Wahunsenacawh, họ đã phân tán đến nhiều địa điểm: sông Chowan, và phía nam đến các sông Pamlico và Neuse.:233
Các báo cáo về những cuộc gặp gỡ với những người da trắng, tóc vàng trong các bộ lạc thổ dân châu Mỹ khác nhau xảy ra vào đầu năm 1607. Mặc dù điều này thường được cho là do những người ở Thuộc địa đã mất đồng hóa, nhưng có thể dễ dàng giải thích hơn bởi tỷ lệ bạch tạng ở người Mỹ bản địa cao hơn đáng kể người gốc Âu.:116Trong cuốn sách của anh ấy, cuốn "Thuộc địa đã mất và đảo Hatteras" xuất bản vào tháng 6 năm 2020, Scott Dawson đề xuất rằng những người thực dân sáp nhập với người Croatoan. Dawson tuyên bố, "Chúng không bao giờ bị mất. Nó đã được tạo thành. Bí ẩn đã kết thúc."

### Sự cố gắng trở về Anh

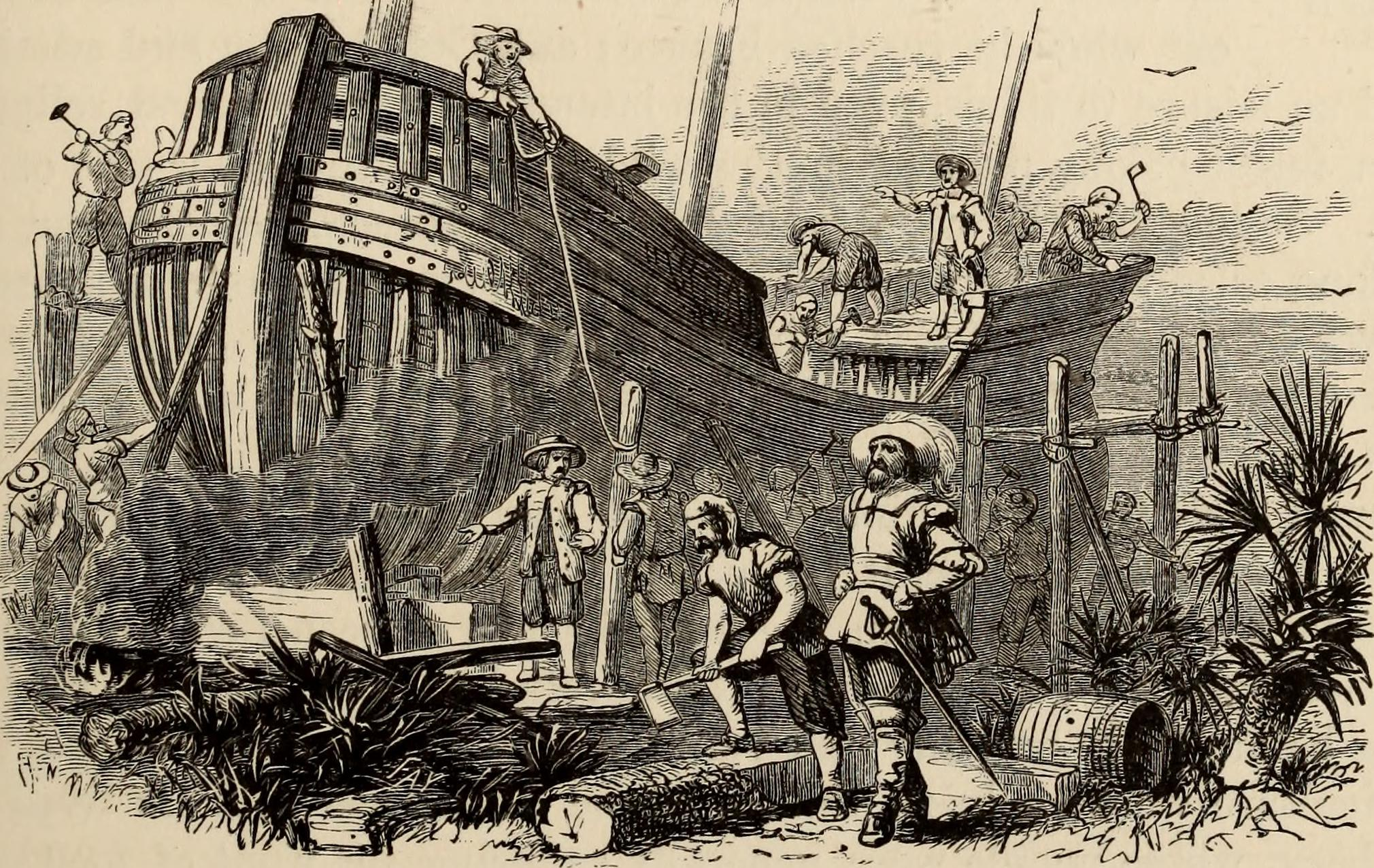
HÌnh vẽ về cuọc xây dựng con tàu để thoát khỏi Charlesfort năm 1563

Những người thực dân có thể đã quyết định tự giải cứu mình bằng cách đi thuyền đến nước Anh trong mối đe dọa do cuộc thám hiểm năm 1587 để lại. Nếu một nỗ lực như vậy được thực hiện, con tàu có thể đã bị mất trắng trên biển, do không có cả con tàu và bất kỳ dấu vết nào của thực dân..:235–36Thật hợp lý khi thuộc địa bao gồm các thủy thủ đủ tiêu chuẩn để cố gắng thực hiện chuyến hành trình trở về. Người ta biết rất ít về tàu mà thực dân đã dùng, nhưng những con tàu có kích thước như nó có khả năng thực hiện chuyến đi, mặc dù chúng thường được móc cùng với các tàu lớn khác.:83–84
Những người thực dân có thể đã lo sợ rằng một tuyến đường tiêu chuẩn xuyên Đại Tây Dương, với một điểm dừng ở Caribe, sẽ có nguy cơ bị Tây Ban Nha tấn công. Tuy nhiên, những người thực dân cố gắng tiến thẳng đến Anh là điều hoàn toàn khả thi. Năm 1563, những người Pháp định cư tại thuộc địa Charlesfort đã chế tạo một chiếc thuyền thô sơ và thành công (mặc dù trong tuyệt vọng) trở về châu Âu. Ngoài ra, những người thực dân Roanoke có thể đã đi thuyền về phía bắc dọc theo bờ biển, với hy vọng có thể liên lạc với các đội tàu đánh cá của Anh ở Vịnh Maine.:85–89
Con tàu sẽ không đủ lớn để mang theo tất cả những thực dân. Ngoài ra, các quy định cần thiết cho một chuyến đi xuyên Đại Tây Dương sẽ hạn chế hơn nữa số lượng người. Những thực dân có thể đã sở hữu các nguồn lực để đóng một con tàu có khả năng đi biển khác, sử dụng gỗ xung quanh và phụ tùng thay thế từ mỏ kim loại. Xem xét các con tàu được chế tạo bởi những người sống sót sau vụ đắm tàu 1609 Sea Venture, ít nhất có khả năng là thực dân ở Roanoke có thể sản xuất một con tàu thứ hai để có thể vận chuyển hầu hết nhóm của họ.:84–90 Tuy nhiên, ngay cả trong những điều kiện lý tưởng này, ít nhất một số người thuộc địa vẫn sẽ ở lại Virginia, để lại câu hỏi về những gì đã xảy ra với họ.:244

### Thuyết âm mưu chống Raleigh
Nhà nhân chủng học Lee Miller đã đề xuất rằng Sir Francis Walsingham, Simon Fernandes, Edward Strafford và những người khác tham gia vào một âm mưu làm hại các thực dân năm 1587 tại Roanoke. Cô lập luận, mục đích của âm mưu này là để làm suy yếu Walter Raleigh, người mà các hoạt động được cho là đã can thiệp vào âm mưu bí mật của Walsingham nhằm biến nước Anh trở thành cường quốc Tin lành trên thế giới với cái giá phải trả là Tây Ban Nha và các quốc gia Công giáo khác. Âm mưu này đã ngăn cản Raleigh và White cử một nhiệm vụ cứu trợ cho đến khi Walsingham qua đời năm 1590.:168–204  Miller cũng gợi ý rằng những người thực dân có thể là những người theo chủ nghĩa Ly khai, đang tìm kiếm nơi ẩn náu ở Mỹ khỏi sự đàn áp tôn giáo ở Anh. Raleigh bày tỏ sự cảm thông với những người theo chủ nghĩa Ly khai, trong khi Walsingham coi họ là một mối đe dọa cần phải loại bỏ..:43–50, 316
Theo Miller, những người thực dân đã chia rẽ, với một nhóm nhỏ chuyển đến Croatoan trong khi phần lớn tìm kiếm nơi trú ẩn với Chowanoke. Tuy nhiên, những người thực dân sẽ nhanh chóng lây lan các căn bệnh châu Âu trong các vật chủ của họ, tiêu diệt Chowanoke và do đó làm mất ổn định cán cân quyền lực trong khu vực. Từ đó Miller lý luận rằng Chowanoke bị tấn công, với những người sống sót bị bắt giữ bởi "Mandoag", một quốc gia hùng mạnh ở phía tây mà thực dân Jamestown chỉ biết qua những lời kể mơ hồ của các nước láng giềng. Cô kết luận rằng Mandoag là người Eno, kẻ đã buôn bán những người thực dân ở thuọoc địa đã mất còn lại làm nô lệ cho đến khi họ bị phân tán khắp khu vực.:255–60
Lý thuyết của Miller đã bị thách thức dựa trên sự hỗ trợ tài chính đáng kể của Walsingham cho các chuyến thám hiểm của Raleigh, và sự sẵn sàng của Fernandes để đưa John White trở lại Anh thay vì bỏ rơi anh ta với những người thuộc địa khác.:29–30

### Chiến dịch bí mật ở Beechland
Truyền thuyết địa phương ở Dare County đề cập đến một khu định cư bị bỏ hoang được gọi là "Beechland", nằm trong khu vực hiện là Khu bảo tồn Động vật Hoang dã Quốc gia Sông Alligator. Khu vực này đã có báo cáo về các quan tài nhỏ, một số có dấu của Thiên chúa giáo, khuyến khích suy đoán về mối liên hệ với Thuộc địa đã mất.:127–28 Dựa trên những truyền thuyết này, kỹ sư Phillip McMullan và nhà khảo cổ nghiệp dư Fred Willard kết luận rằng Walter Raleigh đã phái những thực dân năm 1587 đi thu hoạch cây xá xị dọc sông Alligator. Tất cả các hồ sơ cho thấy điểm đến dự định của thuộc địa là Vịnh Chesapeake, và rằng Anh đã mất liên lạc với thuộc địa, được cho là đã bị làm giả để che giấu hoạt động khỏi các lực lượng Tây Ban Nha và các đối thủ tiềm năng khác.:263
Theo McMullan, Raleigh đã lặng lẽ thiết lập lại mối liên hệ với thuộc địa vào năm 1597, và các chuyến thám hiểm của ông ta chỉ đơn giản là lấy một số thu hoạch  của thực dân Roanoke. Theo quan điểm này, thuộc địa đã không thực sự bị bỏ rơi cho đến khi bí mật về vị trí của thuộc địa chết theo Raleigh vào năm 1618. Sau thời điểm đó, McMullan lập luận, những người thực dân sẽ bắt đầu đồng hóa với người Croatan tại Beechland..
Lý thuyết này phần lớn phụ thuộc vào truyền thống truyền miệng và các báo cáo không có căn cứ về Beechland, cũng như bản đồ năm 1651 mô tả một cây xá xị gần sông Alligator. Một vấn đề quan trọng là Raleigh được cho là đã lên kế hoạch cho một trang trại trồng cây xá xị vào năm 1587 để tận dụng sự gia tăng đáng kể của giá cây trồng, để ông có thể nhanh chóng bù đắp cho chi phí lớn của thuộc địa thất bại năm 1585.. Điều này bỏ qua thực tế rằng việc khai thác cá nhân của Richard Grenville đã phục hồi chi phí của chuyến thám hiểm năm 1585.:60  Ngoài ra, giá cây xá xị không tăng vọt về giá cả cho đến cuối những năm 1590, ngay sau khi thành lập thuộc địa năm 1587.:112

### Cuộc tấn công của Tây Ban Nha
Trong khi chuẩn bị sáng tác một bộ phim truyền hình năm 1937 về Thuộc địa đã mất, Paul Green nhận thấy rằng các ghi chép của Tây Ban Nha từ thời kỳ đó chứa rất nhiều tài liệu tham khảo về Raleigh và các khu định cư của ông..:63–64 Vở kịch của Green kết thúc với cảnh những người thực dân rời đảo Roanoke để trốn tránh một con tàu Tây Ban Nha đang tiến đến, khiến khán giả tự hỏi liệu người Tây Ban Nha có tìm thấy họ hay không.:353
Các lực lượng Tây Ban Nha đã biết về kế hoạch của người Anh để thiết lập một căn cứ mới ở Virginia vào năm 1587, và đang tìm kiếm nó trước khi những người thuộc địa của White đến. Đế chế Tây Ban Nha đã bao gồm phần lớn Bắc Mỹ trong tuyên bố chủ quyền ở Florida của họ, và không công nhận quyền thuộc địa của nước Anh đối với Roanoke hoặc Vịnh Chesapeake. Những người thuộc địa có thể đã nhận ra mối đe dọa mà điều này thể hiện.:33–34 Tuy nhiên, người Tây Ban Nha vẫn cố gắng xác định vị trí thuộc địa ở Vịnh Chesapeake vào cuối năm 1600, cho thấy rằng họ không biết về số phận của nó.:238

### Cây CORA
Năm 2006, nhà văn Scott Dawson đề xuất rằng một cây sồi sống ở phương Nam trên Đảo Hatteras, mang dòng chữ "CORA" mờ nhạt trên vỏ cây, có thể được kết nối với Thuộc địa đã mất. Cây CORA đã từng là chủ đề của các truyền thuyết địa phương, đáng chú ý nhất là câu chuyện về một phù thủy tên "Cora" đã được phổ biến trong một cuốn sách năm 1989 của Charles H. Whedbee. Tuy nhiên, Dawson lập luận rằng dòng chữ có thể đại diện cho một thông điệp khác từ những người thuộc địa, tương tự như dòng chữ "CROATOAN" ở Roanoke.:71–72  Nếu vậy, "CORA" có thể chỉ ra rằng những người thuộc địa đã rời đảo Croatoan để đến định cư với Coree (còn được gọi là Coranine) trên đất liền gần Hồ Mattamuskeet.:128
Một nghiên cứu năm 2009 để xác định tuổi của cây CORA đã không có kết quả. Thiệt hại đối với cây, do sét đánh và mục nát, đã khiến không thể lấy được mẫu lõi hợp lệ để xác định niên đại vòng cây. Ngay cả khi cây có niên đại từ thế kỷ 16, việc xác định tuổi của dòng chữ sẽ là một vấn đề khác.:72–73

### Dare Stones
Từ năm 1937 đến năm 1941, một loạt các viên đá khắc được phát hiện được cho là do Eleanor Dare, mẹ của Virginia Dare, viết. Họ kể về những chuyến du hành của những người thuộc địa và cái chết cuối cùng của họ. Hầu hết các nhà sử học tin rằng chúng làvâậtt giả mạo, nhưng có một số người ngày nay vẫn tin rằng ít nhất một trong những viên đá là thật.. Cái đầu tiên đôi khi được coi là khác với phần còn lại, dựa trên phân tích ngôn ngữ và hóa học, và có thể là vật thật.